# Liste der Länder nach Einführungsjahr des Frauenwahlrechts
Diese Liste der Länder nach Einführungsjahr des Frauenwahlrechts ist sortiert nach dem Jahr, in dem das Frauenwahlrecht auf nationaler Ebene zu gleichen Bedingungen wie für Männer eingeführt wurde, teilweise aufgeteilt in aktives und passives Wahlrecht für Frauen. Sie nennt das Jahr der Rechtsgrundlage, in der das Wahlrecht im betreffenden Land erstmals Frauen bei Wahlen auf nationaler Ebene nach denselben Kriterien wie für Männer für das gesamte Staatsgebiet zugestanden wurde. Wurde das Wahlrecht in mehreren Ländern im selben Jahr eingeführt, so sind diese Länder in alphabetischer Reihenfolge aufgeführt.
In der Literatur finden sich häufig widersprüchliche Angaben über das Jahr der Einführung des Frauenwahlrechts. Diese erklären sich zum Teil dadurch, dass unterschiedliche Kriterien zugrunde liegen, ohne genannt zu werden.

## Kriterien

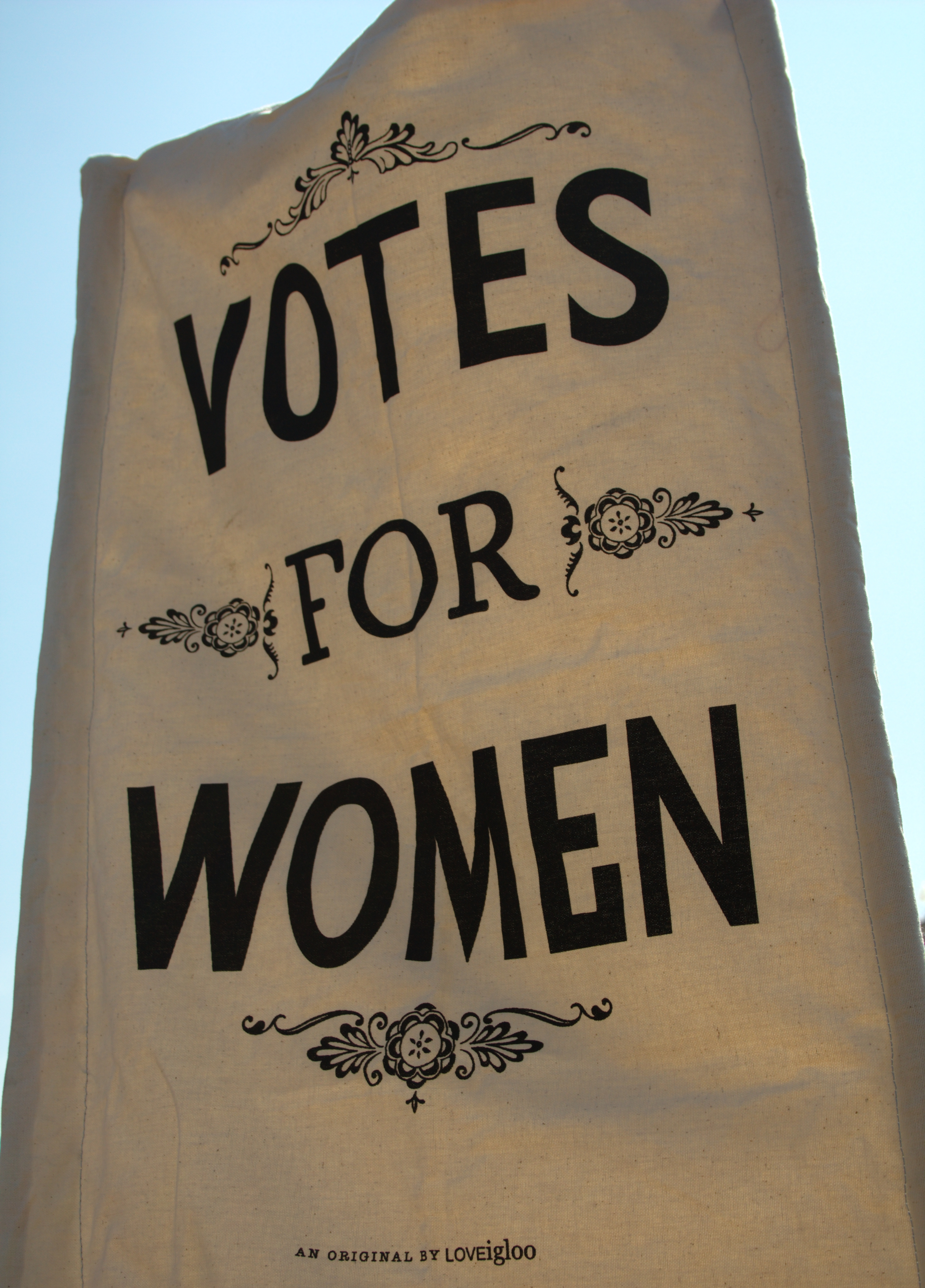
Transparent mit der Aufschrift Votes for Women auf einer Veranstaltung zum 100. Jubiläum der Great Pilgrimage von 1913

Dieser Liste liegen folgende Kriterien zugrunde:
- In einigen wenigen Staaten wurde das passive Frauenwahlrecht (die Wählbarkeit von Frauen) vor dem aktiven Frauenwahlrecht (dem Recht, bei Wahlen abzustimmen) erreicht. Angaben zum passiven Wahlrecht wurden daher in diesen Fällen in einer gesonderten Spalte aufgenommen.
- Das Frauenwahlrecht gilt als erreicht, wenn Frauen auf derselben Basis wie Männer (d. h. nach denselben Kriterien) wählen dürfen, auch wenn dann nicht alle Frauen eines Staates wahlberechtigt sind. Wenn etwa in einem Staat nur Weiße in der Regierung zugelassen waren, wird die Einführung des Frauenwahlrechts für weiße Frauen als Einführung des Frauenwahlrechts gewertet, obwohl andere Frauen (und Männer) ausgeschlossen bleiben. Andere Kriterien für ein limitiertes Frauenwahlrecht waren Familienstand, Hautfarbe/Ethnie, Bildung, Einkommen, Vermögensverhältnisse oder das Bezahlen von Steuern. Würde das Frauenwahlrecht erst dann als gegeben angesehen werden, wenn alle erwachsenen Frauen eines Staates wählen gehen dürfen, dann wurde das z. B. in Kanada erst 1960 erreicht, als die letzten Beschränkungen für die indigene Bevölkerung (Männer und Frauen) aufgehoben wurden.[1]
- Eine formale Gleichstellung bedeutet nicht immer auch eine reale (Beispiel Sudan: 1953 war Bildung das Zulassungskriterium zur Wahl, nicht Geschlecht, aber es hatten so wenige Frauen Zugang zu Bildung, dass dies laut Adams nicht als Zulassung von Frauen zur Wahl gewertet werden kann.)[1]
- Maßgeblich für die Angaben in der Spalte Einführung des aktiven Frauenwahlrechts ist die Einführung auf nationaler Ebene. Abweichende Verhältnisse auf lokaler oder regionaler Ebene werden in der Spalte Bemerkungen aufgeführt.
  - Auch während der Kolonialzeit erworbenes Frauenwahlrecht führt zu einer Eintragung in die Spalte Einführung des aktiven Frauenwahlrechts.
  - Bei Staaten, die wie etwa Bangladesch vor ihrer Unabhängigkeit Regionen einer anderen Nation waren und Frauen schon damals das Wahlrecht gaben, ist diese frühe Zeitangabe in die Spalte Einführung des aktiven Frauenwahlrechts eingetragen; die Entwicklung nach der Unabhängigkeit wird in die Spalte Bemerkungen aufgenommen. Bei den Staaten der ehemaligen UdSSR wird das Jahr eingetragen, in dem sie das Frauenwahlrecht erstmals eingeführt haben, als sie also noch Teil der UdSSR waren.
  - Nur in der Spalte Bemerkungen wird berücksichtigt, wenn nur eine Region oder ein Bundesstaat zu einem bestimmten Zeitpunkt das Frauenwahlrecht erhalten hat (in den USA haben beispielsweise die Bundesstaaten das Frauenwahlrecht zu sehr unterschiedlichen Zeiten eingeführt).
- Das Frauenwahlrecht gilt erst als eingeführt, wenn das entsprechende Gesetz beschlossen ist. Falls das Datum abweicht, an dem das Gesetz in Kraft getreten ist, wird die Situation in den Bemerkungen erläutert. In Schweden beispielsweise wurde das Frauenwahlrecht zwar 1919 beschlossen, aber aus verfahrensrechtlichen Gründen endete der Gesetzgebungsprozess erst 1921.
- Nicht selten war zwischen der Erlangung des Frauenwahlrechts und der ersten Beteiligung von Frauen an einer Wahl ein Abstand von mehreren Jahren (z. B. Uruguay: Frauenwahlrecht 1932, erste Wahl unter Beteiligung von Frauen 1938).[2] Daten zur ersten Wahl unter Beteiligung von Frauen finden sich in der Spalte Bemerkungen.
- Die erstmalige Einführung des Frauenwahlrechts ist maßgeblich. In Spanien erhielten Frauen beispielsweise 1931 das Wahlrecht, unter Franco wurde es ihnen genommen und erst in der Verfassung von 1978 nach dem Ende der Diktatur wieder eingeführt.
- Staaten mit geringer weltweiter Anerkennung (z. B. Türkische Republik Nordzypern, Niue) und historische Staaten (z. B. Südvietnam) wurden nicht aufgenommen.
- Die Angabe Erste ins nationale Parlament gewählte Frau nennt entweder den Namen oder die Zahl der gewählten Frauen. Nähere Angaben und weitere Namen finden sich in: Mart Martin: The Almanac of Women and Minorities in World Politics. Westview Press Boulder, Colorado, 2000. In manchen Ländern wurden vor der Wahl der ersten Frau ins Parlament schon Frauen dorthin berufen, erhielten also ohne Wahl einen Sitz. Bekannte Angaben dazu finden sich in der Spalte Bemerkungen.

## Liste
Diese Aufstellung ist nach dem Jahr sortiert, in dem das Frauenwahlrecht auf nationaler Ebene zu gleichen Bedingungen wie für Männer eingeführt wurde, teilweise aufgeteilt in aktives und passives Wahlrecht für Frauen. Sie nennt das Jahr der Rechtsgrundlage, in der das Wahlrecht im betreffenden Land erstmals Frauen bei Wahlen auf nationaler Ebene nach denselben Kriterien wie für Männer für das gesamte Staatsgebiet zugestanden wurde. Wurde das Wahlrecht in mehreren Ländern in demselben Jahr eingeführt, so sind diese Länder in alphabetischer Reihenfolge aufgeführt.
- Bedienungshinweis zur Sortierung: 3 × Anklicken einer Spalten-Überschrift zeigt die ursprüngliche Reihenfolge; Klicken mit Umschalttaste ⇧ übernimmt die Sortierung der zuvor angeklickten Spalte.

| Wahlrecht                                                  | Wahlrecht                                                  | Staat                                                                   | Bemerkungen |
| aktiv                                                      | passiv                                                     | Staat                                                                   | Bemerkungen |
| ---------------------------------------------------------- | ---------------------------------------------------------- | ----------------------------------------------------------------------- | --- |
| 1893                                                       | 1893                                                       | Cookinseln                                                              | Die Cookinseln sind der erste Staat, in dem Frauen zur Wahl gingen. Zwar wurde das allgemeine Wahlrecht offiziell erst drei Tage nach dem New Zealand Election Act garantiert, aber die Frauen von Rarotonga wählten schon am 14. Oktober 1893, als die Cookinseln noch britisches Protektorat waren, vor den Neuseeländerinnen. Erste Wahl einer Frau ins nationale Parlament: Marguerite (Margaret) Nora Kitimira Brown Story, vor dem 4. August 1965 |
| 1893                                                       | 1919                                                       | Neuseeland                                                              | Neuseeland war der erste Staat mit aktivem Frauenwahlrecht (1893). Passives Frauenwahlrecht: 29. Oktober 1919 Erste Wahl einer Frau ins nationale Parlament: Elizabeth Reid McCombs, 13. September 1933 |
| 1902                                                       | 1902                                                       | Australien                                                              | Frauen durften in Australien seit dem 12. Juni 1902 wählen. Zwar war Australien nach Neuseeland der zweite Staat, der Frauen das Wahlrecht gab, doch beschränkte es sich auf weiße Frauen. Der Commonwealth Electoral Act von 1902 schloss Aborigines aus, auch wenn dies dem Buchstaben des Gesetzes nach nicht unmittelbar erkennbar war. Eine Bestimmung schrieb vor: „Kein Aborigine […] darf seinen Namen auf die Wählerliste setzen.“ Die Aborigines erhielten erst 1962 von der nationalen Regierung das Wahlrecht zugestanden. Das Frauenwahlrecht in Australien wurde in zwei der sechs späteren Bundesstaaten eingeführt, als diese noch voneinander unabhängige Kolonien waren: Seit 1894 durften in South Australia Frauen unabhängig von ihrer Rasse nach denselben Bedingungen wie Männer wählen und gewählt werden. Damit war das Parlament des Bundesstaates South Australia das erste weltweit, für das Frauen kandidieren durften. Passives Frauenwahlrecht: 12. Juni 1902 Erste Wahl einer Frau ins nationale Parlament: Dorothy Margaret Tangney, House of Representatives, gewählt am 21. August 1943, erste Sitzung am 23. September 1943. |
| 1906                                                       | 1906                                                       | Finnland                                                                | Passives Frauenwahlrecht: 20. Juli 1906 Erste Wahl einer Frau ins nationale Parlament: 19 Frauen, gewählt am 15./16. März 1907, erste Sitzung am 23. Mai 1907. |
| 1913                                                       | 1913                                                       | Norwegen                                                                | Frauen durften sich bereits ab 1901 an Regionalwahlen beteiligen. Voraussetzung war jedoch, dass sie über Grundbesitz verfügten oder mit Grundbesitzern verheiratet waren. In der Wahl von 1906 unterstützen die Befürworterinnen des Frauenwahlrechts die Radikalen, und ein Sieg der Radikalen führte dazu, dass 1907 diejenigen Frauen, die bereits über das regionale Wahlrecht verfügten, auch auf nationaler Ebene dieses Recht erhielten. 1913 wurden alle Beschränkungen aufgehoben. Erste Wahl einer Frau ins nationale Parlament: Anna Rogstadt: 17. Mai 1911 in einer Ersatzwahl; erste Frau, die in einer regulären Wahl gewählt wurde: Karen Platou, 1921 |
| 1915                                                       | 1915                                                       | Dänemark                                                                | Mit der Reform von 1908 erhielten alle Frauen und Männer über 25 das aktive und passive Wahlrecht bei Gemeinde- und Stadtratswahlen für den Ort, an dem sie im Wahljahr und dem vorausgehenden Jahr gelebt und Steuern bezahlt hatten. Diese Klausel wurde von Konservativen eingefügt, um Wanderarbeiter von der Wahl auszuschließen. In der ersten lokalen Wahl von 1909 nach dem neuen Recht waren nur etwa 1 % der Gewählten Frauen. Als fünfter Staat der Erde nach Neuseeland, Australien, Finnland und Norwegen nahm Dänemark mit Island 1915 das Frauenwahlrecht ins Grundgesetz auf. Die Einführung des allgemeinen Wahlrechts auf nationaler Ebene wurde zwar am 5. Juni 1915 beschlossen, trat aber erst nach dem Ersten Weltkrieg 1918 in Kraft. Erste Wahl einer Frau ins nationale Parlament: Vier Frauen, gewählt am 22. April 1918 in das Folketing. |
| 1917                                                       | 1917                                                       | Russland                                                                | Das Frauenwahlrecht wurde 1917 erstmals eingeführt. Im Mai 1917 wurde ein Gesetz beschlossen, das russischen Staatsbürgerinnen und Staatsbürgern über 20 das Recht verschaffte, die Konstituierende Versammlung zu wählen. Der 20. Juli 1917 wurde von den Frauen als der große Tag gefeiert, an dem die Provisorische Regierung das Wahlgesetz zur Verfassungsgebenden Versammlung bestätigte, in dem die Geschlechter gleichgestellt waren. In der Oktoberrevolution 1917 übernahmen die Bolschewiken die Macht und errichteten ein kommunistisches Regime. Die nachrevolutionäre Verfassung von 1918 bestätigte das aktive und passive Frauenwahlrecht. Erste Wahl einer Frau ins nationale Parlament: Marija Alexandrowna Spiridonowa, 1922(Oberster Sowjet der UdSSR). Nach der Unabhängigkeit 1990 wurden im Dezember 1993 60 Frauen in das 449 Sitze zählende Unterhaus gewählt und 9 Frauen in das Oberhaus mit 176 Abgeordneten. |
| 1918                                                       | 1918                                                       | Aserbaidschan                                                           | 1918, als Aserbaidschan erstmals als Demokratische Republik Aserbaidschan unabhängig wurde, erhielten Frauen das aktive und passive Wahlrecht. Dies wurde unter sowjetischer Verwaltung beibehalten und bei der erneuten Unabhängigkeit 1991 bestätigt. Abweichende Quellen nennen 1921, dies bezieht sich jedoch vermutlich auf den Nachfolgestaat Aserbaidschanische Sozialistische Sowjetrepublik Erste Wahl einer Frau ins nationale Parlament: Maryam Hassanova, November 1991, Davor wurden aserbaidschanische Frauen in den Aserbaidschanischen Obersten Sowjet und den Oberster Sowjet der UdSSR gewählt. Eine andere Quelle nennt als Datum der ersten Wahl einer Frau ins Parlament den September 1990 und bezieht sich hier wohl auf diese Gremien. |
| 1918                                                       | 1918                                                       | Deutschland                                                             | Das aktive und passive Frauenwahlrecht wurde durch den Aufruf des Rates der Volksbeauftragten an das Deutsche Volk von 12. November 1918 eingeführt und erstmals 1919 ausgeübt. Das allgemeine Wahlrecht für Männer gab es bereits seit 1871. Erste Wahl einer Frau ins nationale Parlament: 19. Januar 1919. |
| 1918                                                       | 1918                                                       | Estland                                                                 | Als Estland 1918 unabhängig geworden war, wurde Frauen und Männern im Wahlgesetz der konstituierenden Versammlung vom 24. November 1918 das allgemeine Wahlrecht zuerkannt. Die Verfassung von 1920 bestätigte dieses Recht. Unter sowjetischer Verwaltung hatten Frauen ebenfalls das Wahlrecht. Bei der erneuten Unabhängigkeit wurde das allgemeine Wahlrecht bestätigt. Das allgemeine Wahlrecht für Männer wurde gleichzeitig mit dem für Frauen eingeführt. Passives Frauenwahlrecht: 24. November 1918. Erste Wahl einer Frau ins nationale Parlament: Sieben Frauen, gewählt April 1919 (davor, während der Erlangung der Unabhängigkeit, waren zwei Frauen Mitglieder der konstituierenden Versammlung). Während der Zeit der sowjetischen Verwaltung wurden estnische Frauen auch in den Estnischen Obersten Sowjet gewählt, der nach der Wiederherstellung der Unabhängigkeit des Landes am 20. August 1991 das erste gesetzgebende Gremium war. |
| 1918                                                       | 1918                                                       | Georgien                                                                | Artikel 1 des Gesetzes vom 22. November 1918 über die Wahlen zu gesetzgebenden Gremien, das Frauen das Wahlrecht garantierte, wurde vom Nationalen Rat und dem Ministerrat angenommen. Die Verfassung vom 21. Februar 1921 bestätigte dieses Recht in Artikel 4. Dies galt auch unter sowjetischer Verwaltung und wurde bei der Unabhängigkeit 1991 bestätigt. Der Oberste Sowjet der Sozialistischen Sowjetrepublik Georgien wurde das erste gesetzgebende Gremium Georgiens nach der Unabhängigkeit im April 1991. Davor wurden georgische Frauen in den Georgischen Obersten Sowjet und das Parlament der UdSSR gewählt. Passives Frauenwahlrecht: 22. November 1918 Erste Wahl einer Frau ins nationale Parlament: 17 Frauen, Oktober 1990. Der Oberste Sowjet der Sozialistischen Sowjetrepublik Georgien wurde das erste Gesetzgebungsgremium Georgiens. |
| 1918                                                       | 1919                                                       | Kanada                                                                  | Die Bundesstaaten führten das Frauenwahlrecht ab 1916 nacheinander und zum Teil früher ein, als dies auf Bundesebene der Fall war. Schlusslicht war Québec: Das Gesetz, das auch Indigenen das Wahlrecht verschaffte, wurde am 9. April 1949 ins Parlament eingebracht und trat 25. April 1949 in Kraft. 1917 wurde das aktive Wahlrecht auf nationaler Ebene vor dem Hintergrund des Krieges durch den Wartime Elections Act bestimmten Gruppen von Frauen zugestanden, über deren genaue Zusammensetzung in der Literatur Unterschiedliches zu finden ist: Krankenschwestern, die im Krieg Dienst taten; euroamerikanische Frauen, die in der Armee arbeiteten oder dort nahe Angehörige (Vater, Ehemann oder Sohn) hatten oder deren Väter, Männer oder Söhne im Krieg getötet oder verwundet worden waren; Frauen, deren Ehemänner, Söhne oder Väter im Krieg getötet oder verwundet worden waren; eine weitere Quelle nennt zusätzlich die Anforderung, dass die zugelassenen Frauen auf der Ebene der ihres Bundesstaates wahlrechtlich Männern gleichgestellt waren. Am 24. Mai 1918 wurde das aktive nationale Wahlrecht auf alle Frauen britischer und französischer Abstammung ab 21 Jahren ausgedehnt, womit gleiche Kriterien für Frauen und Männer galten. Indigene waren ausgeschlossen. 1920 wurden die Eigentumsbeschränkungen aufgehoben. 1950 und 1951 wurde durch Änderungen am Indian Act und am Canada Elections Act das aktive Wahlrecht auf nationaler Ebene auf Veteranen aus dem Kreis der Indigenen und ihre Ehefrauen sowie Indigene, die normalerweise außerhalb der Reservate lebten, ausgedehnt, wenn sie auf die Steuerbefreiungen verzichteten, die ihnen der Indian Act gewährte. 1950 hatten die Inuit das Wahlrecht erhalten, 1951 alle Bewohner der Nordwest-Territorien. Wahlurnen für die Inuit wurden in der östlichen Arktis erst 1962 aufgestellt. Erst im August 1960 wurde das Wahlrecht mit dem Act to Amend the Canada Elections Act auf alle Kanadierinnen und Kanadier ausgedehnt. Passives Frauenwahlrecht: 1919 erhielten Frauen das passive Wahlrecht. Zwar nennen andere Quellen hierfür spätere Daten und sprechen von einem beschränkten Wahlrecht; doch beruht dies vermutlich darauf, dass erst 1929 in einem von The Famous Five angestrengten Gerichtsverfahren endgültig geklärt wurde, dass das passive Wahlrecht in der Verfassung auch für den Senat galt, nicht nur für das House of Commons. Erste Wahl einer Frau ins nationale Parlament: Agnes Campbell McPhail, 6. Dezember 1921, in das House of Commons; Februar 1930 erste Ernennung einer Frau zur Senatorin. |
| 1918                                                       | 1918                                                       | Kirgisistan                                                             | Aktives und passives Frauenwahlrecht wurden im Juni 1918 eingeführt. Erste Wahl einer Frau ins nationale Parlament nach der Unabhängigkeit: Sharipa Sadybakasova, Unterhaus, 1995; vier Frauen ins Oberhaus, 1995 Vor der Unabhängigkeit wurden kirgisische Frauen in den Kirgisischen Obersten Sowjet und den Oberster Sowjet der UdSSR gewählt. Der 1990 gewählte Oberste Sowjet, in dem auch mindestens eine Frau saß, wurde das erste gesetzgebende Gremium, als das Land im Dezember 1991 unabhängig wurde. |
| 1918                                                       | 1918                                                       | Lettland                                                                | Am 18. November 1918 wurde die Unabhängige Demokratische Republik Lettland vom Rat des Volkes ausgerufen. Der Rat des Volkes billigte das Gesetz über die Wahlen zur Konstituierenden Versammlung und das Gesetz über Bürgerrechte, die vorsahen, dass in allgemeiner, gleicher, direkter, geheimer Wahl eine Konstituierende Versammlung zu wählen sei. Bürgerinnen und Bürger über 21, die in Lettland wohnten, hatten das aktive und passive Wahlrecht. Für Kommunalwahlen wurden analoge Regelungen verabschiedet. Wegen des Ersten Weltkrieges konnten die Wahlen zur Konstituierenden Versammlung erst am 17. und 18. April 1920 abgehalten werden. Lettland führte das allgemeine Wahlrecht für Frauen und Männer also gleichzeitig ein. Unter sowjetischer Verwaltung durften Frauen ebenfalls wählen, und dieses Recht wurde bei der erneuten Unabhängigkeit 1990 bestätigt. Passives Frauenwahlrecht: 18. November 1918 Erste Wahl einer Frau ins nationale Parlament: Vier Frauen, 17./18. April 1920 (nach IPU fünf Frauen, Konstituierende Versammlung). 1990 waren Frauen in den Obersten Rat der Sozialistischen Sowjetrepublik Lettlands gewählt worden, der zur ersten gesetzgebenden Versammlung Lettlands wurde, als die Wiederherstellung der Unabhängigkeit des Landes am 21. August 1991 Wirksamkeit erlangte. |
| 1918                                                       | 1918                                                       | Polen                                                                   | In Polen wurde das allgemeine Wahlrecht für Frauen und Männer gleichzeitig eingeführt. Dies geschah mit dem Dekret vom 28. November 1918 über das Wahlverfahren für den Sejm kurz nach der Neugründung des polnischen Staates. Passives Frauenwahlrecht: 28. November 1918 Erste Wahl einer Frau ins nationale Parlament: Sechs Frauen, 26. Januar 1919 |
| 1918                                                       | 1918                                                       | Ungarn                                                                  | Nach der friedlichen Bürgerrevolution von 1918 setzte die Regierung der neuen Republik das Volksgesetz Nummer 1 in Kraft, das zum ersten Mal in der ungarischen Geschichte ein gleiches Wahlrecht für beide Geschlechter garantierte, das über Parteilisten ausgeübt wurde. Es wurden aber keine Wahlen auf dieser Basis abgehalten. Der konservative Flügel der nationalistischen Bewegung stürzte den Ministerpräsidenten Mihály Károlyi in einer Gegenrevolution, und die Frauen verloren das Wahlrecht wieder. Das nachrevolutionäre Wahlgesetz vom November 1919, das in der Regierungsverordnung 5985/1919/ME enthalten war, garantierte dann wieder ein stufenweise ausgeweitetes Wahlrecht. Dennoch waren die Wahlen von 1920 erschüttert von Einschüchterung und Korruption. Frauen und Männer über 24 hatten das Wahlrecht, wenn sie seit sechs Jahren die ungarische Staatsangehörigkeit hatten und schon mindestens sechs Monate in Ungarn wohnten. Das Wahlrecht der Frauen war auf die Frauen beschränkt, die lesen und schreiben konnten. Männer waren von der Altersbeschränkung ausgenommen, wenn sie mindestens zwölf Wochen Militärdienst an der Front geleistet hatten. 1922 folgte ein ernster Rückschlag: Eine Wahlrechtsreform erhöhte das Wahlalter für Frauen auf 30. Auch wurde eine bestimmte Schulbildung zur Voraussetzung: Vier Jahre Grundschule für Männer und sechs für Frauen (vier, wenn sie mindestens drei Kinder hatten oder ihr eigenes Einkommen und Haushaltsvorstände waren). 1945 wurde das uneingeschränkte Wahlrecht wiederhergestellt. Doch 1948 wurde das Land dem Kommunismus nach sowjetischem Vorbild unterworfen. Das gleiche Wahlrecht für beide Geschlechter wurde zu einem formalen Recht degradiert. Passives Frauenwahlrecht: 1918 Erste Wahl einer Frau ins nationale Parlament: Margit Slachta, 1920 |
| 1918                                                       | 1918                                                       | Belarus                                                                 | Nach dem Einmarsch des deutschen Heeres in Minsk Anfang 1918 bestand zeitweise die nominell unabhängige Weißrussische Volksrepublik. Diese gewährte Frauen 1918 das Wahlrecht. Unter sowjetischer Verwaltung erhielten Frauen das allgemeine Wahlrecht am 4. Februar 1919, als Belarus ein Teil der UdSSR war. Belarussische Frauen wurden in den Obersten Sowjet der Belarussischen Sozialistischen Sowjetrepublik und den Obersten Sowjet der UdSSR gewählt. Bei der Unabhängigkeit 1991 wurde das Wahlrecht bestätigt. Passives Frauenwahlrecht: 4. Februar 1919 Erste Wahl einer Frau in die gesetzgebende Versammlung: März 1990. Die Wahlen zum Obersten Sowjet der Belarussischen Sozialistischen Sowjetrepublik fanden kurz vor der Unabhängigkeit vom 25. August 1991 statt. Dieses Gremium wurde die erste gesetzgebende Versammlung nach der Unabhängigkeit. |
| 1919                                                       | 1919                                                       | Armenien                                                                | 1918, als Armenien erstmals unabhängig war, erhielten Frauen über 25 Jahre das Wahlrecht. Unter der sowjetischen Verwaltung hatten ab dem 2. Februar 1921 Frauen das aktive und passive Wahlrecht. Diese Rechte wurden bei der Unabhängigkeit 1991 bestätigt. Passives Frauenwahlrecht und erste Wahl einer Frau ins nationale Parlament im Juni 1919: Perchouhi Partizpanjan-Barseghjan, Warwara Sahakjan und Katarine Salian-Manoukian |
| 1919                                                       | 1919                                                       | Isle of Man                                                             | Die Isle of Man ist als autonomer Kronbesitz (englisch crown dependency) direkt der britischen Krone unterstellt, jedoch weder Teil des Vereinigten Königreichs noch Britisches Überseegebiet. Die Isle of Man war der erste Ort weltweit, an dem Frauen auf nationaler Ebene wählen konnten, allerdings nicht alle Frauen: 1881 beschloss die Isle of Man das allgemeine Stimmrecht für Frauen und Männer zum Unterhaus der Isle of Man, doch die nötige königliche Zustimmung wurde nur für das Stimmrecht für alleinstehende Frauen und für Witwen mit Grundeigentum gewährt. 1892 wurde das Stimmrecht zusätzlich auf Frauen, die Land gepachtet hatten, ausgedehnt, 1918 auch auf Frauen mit Schulabschluss (graduates) über 30. 1919 wurde das allgemeine aktive und passive Frauenwahlrecht eingeführt. Politische Repräsentation von Frauen: Bis zu den Wahlen 2016 zum House of Keys und den Wahlen zum Legislative Council von 2018 hatte das Parlament insgesamt nur 12 weibliche Abgeordnete. |
| 1919                                                       | 1963                                                       | Kenia                                                                   | Seit 1907 gab es in Kenia eine gesetzgebende Versammlung. Beeinflusst durch das britische Wahlrecht bekamen weiße Frauen in Kenia 1919 das Wahlrecht, asiatische Frauen und Männer 1923. Schwarze, die über Besitz und Bildung verfügten, erhielten 1957 das Wahlrecht, darunter waren aber nur wenige Frauen. Insgesamt erlangten mit dieser Änderung etwa 60 Prozent der Bevölkerung das Wahlrecht. Arabische Frauen waren gänzlich vom Wahlrecht ausgeschlossen. Arabische Frauen aus Mombasa reichten bei der Kolonialregierung eine Petition ein, in der sie gegen die Verweigerung des Wahlrechts protestierten. Ihre Petition war erfolgreich. Das folgende Jahr verbrachten die Initiatorinnen damit, arabische Frauen als Wählerinnen davon zu überzeugen, sich als Wählerinnen registrieren zu lassen und ihre Wahlrechte auszuüben. Das allgemeine Wahlrecht für alle ab 18 kam erst mit der Unabhängigkeit, am 12. Dezember 1963. Passives Frauenwahlrecht: Allgemeines Frauenwahlrecht 12. Dezember 1963 Erste Wahl einer Frau ins nationale Parlament: Phoebe Asoiyo, Dezember 1969 |
| 1919                                                       | 1919                                                       | Litauen                                                                 | Die vorübergehende Verfassung vom November 1918 erkannte allen Litauerinnen und Litauern unabhängig vom Vermögen das aktive und passive Wahlrecht für die Parlamentswahlen zu. Am 20. November 1919 wurde das Wahlgesetz vom konstituierenden Parlament verabschiedet. Damit konnten litauische Frauen ab 1919 unter denselben Bedingungen wie Männer wählen und gewählt werden. In der ersten konstituierenden Parlamentswahl von 1920 wurde dieses Recht dann erstmals angewendet. Unter sowjetischer Verwaltung hatten Frauen ebenfalls das aktive und passive Wahlrecht. Diese Rechte wurden bei der Unabhängigkeit bestätigt. Erste Wahl einer Frau ins nationale Parlament: 14 Frauen von 173 Parlamentsmitgliedern, 1990 Diese waren noch in den Obersten Sowjet der Sozialistischen Sowjetrepublik Litauen gewählt worden, die nach der Wiederherstellung der Unabhängigkeit des Landes am 6. September 1991 die erste gesetzgebende Versammlung Litauens wurde. 1920 war bereits eine Frau ohne Wahl ins Parlament berufen worden. |
| 1919                                                       | 1919                                                       | Luxemburg                                                               | Die konstituierende Versammlung beschloss am 8. Mai 1919, das Wahlrecht auf alle Frauen und Männer mit luxemburgischer Nationalität über 21 auszudehnen. Am 15. Mai 1919 trat die überarbeitete Verfassung in Kraft. Frauen durften im September 1919 erstmals abstimmen, nämlich beim Referendum über die Fortführung der Monarchie, und im folgenden Monat bei den Parlamentswahlen. Passives Frauenwahlrecht: 15. Mai 1919 Erste Wahl einer Frau ins nationale Parlament: Marguerite Thomas-Clement, April 1919 |
| 1919                                                       | 1917                                                       | Niederlande                                                             | Das allgemeine Wahlrecht für Männer wurde 1917 eingeführt. 1918 wurde ein Gesetzentwurf ins Parlament eingebracht, der Frauen in Bezug auf das Wahlrecht Männern gleichstellte. Er wurde mit großer Mehrheit am 9. August 1919 beschlossen und vom Königshaus am 18. September 1919 gebilligt. Da das passive Frauenwahlrecht zu diesem Zeitpunkt bereits in Kraft war, stimmten bei dieser Entscheidung auch Frauen mit ab. Passives Frauenwahlrecht: 1917 Erste Wahl einer Frau ins nationale Parlament: Suze Groeneweg, Juli 1918 |
| 1919                                                       | 1919                                                       | Schweden                                                                | Für lokale Wahlen erhielten Frauen das aktive Wahlrecht in verschiedenen Stadien zwischen 1862 und 1918. Das Wahlrecht auf nationaler Ebene wurde im Rahmen einer Verfassungsreform 1919 bis 1921 eingeführt. Zwar bekamen Frauen das aktive und passive Wahlrecht mit dem Beschluss vom Mai 1919 zugesprochen; aus verfahrensrechtlichen Gründen trat die Änderung aber erst 1921 in Kraft: Für eine Verfassungsänderung braucht es im schwedischen Parlament zwei Beschlüsse, und diese müssen durch eine allgemeine Wahl voneinander getrennt sein. Das allgemeine Wahlrecht für Männer war bereits 1907/1909 eingeführt worden. Für lokale Wahlen erhielten Frauen das aktive Wahlrecht in verschiedenen Stadien zwischen 1907 und 1918, für das Wahlrecht auf nationaler Ebene siehe oben. Erste Wahl einer Frau ins nationale Parlament: Fünf Frauen, September 1921 |
| 1919                                                       | 1919                                                       | Simbabwe, ehemals britische Kolonie Südrhodesien, dann Rhodesien        | Rhodesien wurde 1919 von Weißen regiert, und zu diesem Zeitpunkt erhielten dort europäische Frauen den Zugang zu politischer Macht. An den Wahlen von 1930 durften Männer und Frauen teilnehmen. Da aber das aktive und passive Stimmrecht an Bildungskriterien und finanzielle Voraussetzungen, nämlich an das Zahlen von Einkommensteuer oder an Grundbesitz, gebunden war, stimmten weniger als 2 000 Schwarze ab. Zwischen 1953 und 1964 war Simbabwe in einem Verbund mit Malawi und Sambia. Damals wurde das Wahlrecht in Simbabwe erstmals nach und nach auf schwarze Frauen ausgeweitet. Vor 1957 konnten nur Männer und europäische Frauen wählen. Ab 1957 wurde verheirateten schwarzen Frauen ein eingeschränktes Wahlrecht zugestanden und nach und nach erweitert. Es gab eine spezielle Wählerinnenliste für schwarze Frauen, in die sie unter bestimmten Voraussetzungen (Bildung, Vermögen) aufgenommen wurden. Die Frauen wurden wahlrechtlich so behandelt wie ihre Männer; bei Mehrfachehen galt dieses Privileg aber nur für die erste Frau. Ehefrauen mussten die englische Sprache lesen und schreiben und einen Schulbesuch nachweisen können. Um für eine Wahl registriert werden zu können, musste eine Person eine der vier folgenden Anforderungen erfüllen: Jahreseinkommen von mindestens 720 £ oder Grundbesitz von mindestens 1500 £; Jahreseinkommen von 3 480 £ sowie Grundbesitz im Wert von 1 000 £ plus eine abgeschlossene Primarbildung, die die vorgeschriebenen Standards erfüllte; religiöse Führerschaft, nachdem die Person eine bestimmten Ausbildung durchlaufen hatten, eine gewisse Amtszeit nachweisen konnte und nur, wenn keinen anderer Beruf ausgeübt wurden; politische Führer (chiefs) nach gesetzlichen Maßgaben. Diese komplexen Voraussetzungen für die Gewährung des Wahlrechts wurden in die Verfassung von 1961 aufgenommen, die Schwarzen 15 für sie reservierte Parlamentssitze zugestand. Etwa 50 000 Schwarze konnten damals eine beschränkte politische Macht ausüben. 1965 erklärte die von Weißen dominierte Rhodesische Frontpartei einseitig die Unabhängigkeit von Großbritannien und stellte 1969 eine eigene Verfassung vor. Diese beschnitt die Rolle der schwarzen Wählerschaft, vor allem die der Frauen, denn die Hälfte der für Schwarze reservierten Sitze wurde durch ein von Männern besetztes Wahlmännergremium vergeben. 1978 wurde das allgemeine aktive und passive Frauenwahlrecht eingeführt. Erste Frauen im Parlament: Ethel Tawse Jollie war die erste afrikanische Frau, die in einem parlamentarischen Gremium saß. Sie wurde in den Legislative Council of Southern Rhodesia 1920 gewählt. 1932, nach der Annahme einer neuen Verfassung, wurde sie in die Legislative Assembly of Southern Rhodesia gewählt, wo sie bis 1927 einen Sitz hatte. Erste Wahl einer Frau ins nationale Parlament: Seit Mai 1980 saßen drei Frauen im Senat, doch ist nicht geklärt, ob diese ernannt oder gewählt wurden; gewählt wurden in das House of Assembly im Mai 1980 neun Frauen.                                                                         |
| 1919                                                       | 1919                                                       | Ukraine                                                                 | Das allgemeine Wahlrecht für Frauen bestand seit dem 10. März 1919 und wurde nach der Unabhängigkeit 1991 bestätigt. Passives Frauenwahlrecht: 10. März 1919 Erste Wahl einer Frau ins nationale Parlament: 13 Frauen, gewählt März 1990. Sie wurden ins letzte Parlament der Sozialistischen Sowjetrepublik der Ukraine gewählt und blieben nach der Unabhängigkeit am 25. Dezember 1991 im Amt. Die ersten Parlamentswahlen nach der Unabhängigkeit wurden am 27. März 1994 abgehalten, sieben Frauen erhielten Mandate. (Davor waren ukrainische Frauen in den Obersten Sowjet der sozialistischen Sowjetrepublik der Ukraine gewählt worden und in das Parlament der Sowjetunion) |
| 1920                                                       | 1920                                                       | Albanien                                                                | Am 21. Januar 1920 wurde das aktive Frauenwahlrecht eingeführt. Passives Frauenwahlrecht: 21. Januar 1920 Erste Wahl einer Frau ins nationale Parlament: Dezember 1945. |
| 1920                                                       | 1920                                                       | Island                                                                  | 1882 galt für Frauen bei der Teilnahme an lokalen Wahlen ein beschränktes Wahlrecht. 1882 stimmte der König einer Veränderung der Beschränkungen zu, sodass Witwen und andere unverheiratete Frauen, die einem Farmhaushalt vorstanden oder sonst einen unabhängigen Haushalt führten, das aktive und passive Wahlrecht bei Lokalwahlen erhielten. 1908 wurde für Frauen bei Lokalwahlen eine Gleichstellung mit Männern beschlossen, und 1913 verabschiedete das isländische Parlament eine Anordnung, nach der Frauen bei allen Wahlen das Wahlrecht erhalten sollten. Da sich jedoch die Beziehungen zu Dänemark verschlechterten, wurde das Gesetz erst am 19. Juni 1915 ratifiziert. Erst dann erhielten Frauen das Wahlrecht. Das Wahlrecht galt jedoch nur für Frauen ab 40 Jahre; jedes Jahr sollte die Altersgrenze um ein Jahr sinken. 1920 wurde das allgemeine Wahlrecht ab 25 Jahre eingeführt. Passives Frauenwahlrecht: 19. Juni 1915, beschränkt auf Frauen über 40, die kein Armengeld bezogen, das zurückbezahlt werden musste. Erste Wahl einer Frau ins nationale Parlament: Ingibjörg H. Bjarnason, 8. Juli 1922. |
| 1920                                                       | 1920                                                       | Österreich                                                              | Am 18. Dezember 1918 erhielten Österreicherinnen über 20 das Wahlrecht. Dies war Teil der neuen Verfassung vom Dezember 1918. Bis 1920 blieben jedoch Prostituierte vom Wahlrecht ausgeschlossen. Das allgemeine Wahlrecht für Männer auf nationaler Ebene war bereits 1907 eingeführt worden. Erste Wahl von Frauen ins nationale Parlament: Acht Frauen (darunter Hildegard Burjan, Adelheid Popp), gewählt am 2. Februar 1919, Amtsantritt am 14. März 1919. |
| 1920                                                       | 1920                                                       | Slowakei                                                                | In der Verfassung der Tschechoslowakei vom 29. Februar 1920 wurde das allgemeine aktive und passive Frauenwahlrecht eingeführt. Nach der Unabhängigkeit wurde es 1993 bestätigt. Erste ins nationale Parlament der Tschechoslowakei gewählte Frauen: 15 Frauen im April 1920 in die Chamber of Deputies; drei Frauen im März 1920 in den Senat. Der Nationalrat, der vor der Auflösung der Tschechoslowakei gewählt worden war, wurde nach der Unabhängigkeit am 1. Januar 1993 das erste gesetzgebende Gremium der Slowakei. Die ersten allgemeinen Wahlen des unabhängigen Landes fanden im September 1994 statt, als 22 weibliche Abgeordnete in das gesetzgebende Gremium gewählt wurden, das 150 Mitglieder hatte. Nach einer anderen Quelle wurden 1994 fünfzehn Frauen ins Parlament gewählt. |
| 1920                                                       | 1920                                                       | Tschechien                                                              | Für die Stadtratswahlen vom 15. Juni 1919 galten für Frauen und Männer zum ersten Mal dieselben Bedingungen. Vor der Trennung der Tschechischen Republik und der Slowakischen Republik erhielten Frauen in der Tschechoslowakei am 29. Februar 1920 das allgemeine Wahlrecht auf nationaler Ebene. Die Wahl zur Nationalversammlung der Tschechoslowakei fand am 18. und 25. April 1920 statt. Nach der Unabhängigkeit 1992 wurde das allgemeine Wahlrecht für Frauen und Männer 1993 bestätigt. Passives Frauenwahlrecht: 1920 Erste Wahl einer Frau ins nationale Parlament: 15 Frauen, April 1920 in die Deputiertenkammer; drei Frauen in den Senat, März 1920. Davor waren Frauen in das Bundesparlament der Tschechoslowakei gewählt worden. |
| 1920                                                       | 1920                                                       | Vereinigte Staaten                                                      | Auf der Ebene der Bundesstaaten wurde das Frauenwahlrecht zu unterschiedlichen Zeiten erreicht. In New Jersey hatten vermögende Frauen schon seit 1776 das Wahlrecht und wählten ab 1787. Als das allgemeine Wahlrecht für Männer dort eingeführt wurde, verloren Frauen das Wahlrecht. Schlusslichter waren 1918 Oklahoma, Michigan, South Dakota und Texas (Frauenwahlrecht bei Vorwahlen). In manchen Bundesstaaten wurden auch nach 1920 noch Beschränkungen wie Lese- und Schreibtests und Wahlsteuern benutzt, um Schwarze vom Wählen auszuschließen. Auf Bundesebene wurde das allgemeine Frauenwahlrecht erst 1920 Gesetz. Passives Frauenwahlrecht: 13. September 1788. Die Verfassung vom 13. September 1788 sieht keine Beschränkungen in Bezug auf das Geschlecht beim Wahlrecht für die beiden Kammern vor. Explizit erfolgte die Einführung 1920. |
| 1922                                                       | 1922                                                       | Irland                                                                  | Am 2. Juni 1918 erhielten Frauen über 33 das Wahlrecht, Männer durften bereits ab 21 Jahren wählen. Nach dem Irischen Unabhängigkeitskrieg erhielten Frauen zwischen 21 und 30 Jahren in der Republik Irland 1922 in Anerkennung ihrer Verdienste im Krieg das Wahlrecht auf derselben Basis wie Männer. Damit konnten Frauen und Männer nach denselben Kriterien wählen. In Nordirland jedoch wurde die Gleichheit von Männern und Frauen wie im übrigen Großbritannien in Bezug auf das Wahlrecht erst am 2. Juli 1928 hergestellt. Passives Frauenwahlrecht: 1922 Erste Wahl einer Frau ins nationale Parlament: Tras Honan, August 1977 |
| 1923                                                       | 1929                                                       | Myanmar                                                                 | 1923 war Burma noch eine Provinz Indiens und unter britischer Herrschaft. Männer und Frauen, die Steuern zahlten, erhielten das Wahlrecht. Da jedoch nur Männer dazu verpflichtet waren, eine Kopfsteuer zu zahlen, gab es viel mehr Steuerzahler als Steuerzahlerinnen, sodass Frauen in der Praxis immer noch am Wählen gehindert waren. Zu dieser Zeit kamen auf zwei Millionen Wähler nur 125 000 Wählerinnen. Jedoch wurde die Einschränkung 1929 aufgehoben. Trotzdem saßen nur sehr wenige Frauen in den kommunalen Gremien und der gesetzgebenden Versammlung. Als 1935 der Government of Burma Act in Kraft trat, endete Burmas Zeit als Provinz Indiens. Obwohl es noch unter britischer Herrschaft stand, hatte es nun sein eigenes gesetzgebendes Gremium. Für dieses Repräsentantenhaus hatten Frauen nun das Wahlrecht, wenn sie einen Lese- und Schreibtest bestanden hatten. Auf diese Weise stieg die Zahl der Wählerinnen auf 750 000. Diese Verfassung wurde aufgehoben, als die Japaner 1942 das Land besetzten, aber nach der erneuten Besetzung durch die Briten und die Entlassung in die Unabhängigkeit 1948 erhielten Frauen das allgemeine Wahlrecht. Als Frauen 1923 das aktive Wahlrecht erhielten, wurde ihnen das passive nicht zugestanden. 1927 gab es eine Vorlage in der gesetzgebenden Versammlung, die dies ändern sollte; doch die Briten lehnten sie ab. Dies führte zu Unmut bei den Frauen und einer Demonstration in Ragoon. 1929 wurde die Beschränkung jedoch aufgehoben und somit das passive Frauenwahlrecht auf derselben Basis wie das passive Männerwahlrecht erreicht. Erste Wahl einer Frau: In das koloniale gesetzgebende Gremium: Daw Hnin Mya, 1937. In das nationale Parlament: Vier Frauen, April 1947. |
| 1924                                                       | 1924                                                       | Kasachstan                                                              | Das Frauenwahlrecht wurde mit der ersten Verfassung der UdSSR am 31. Januar 1924 anerkannt und am 28. Januar 1993 mit der Verfassung des unabhängigen Kasachstan anerkannt. Passives Frauenwahlrecht: 31. Januar 1924. Erste Wahl einer Frau ins nationale Parlament: 24 Frauen im März 1990 in den Obersten Sowjet. Dieser wurde die erste gesetzgebende Versammlung, nachdem Kasachstan im Dezember 1991 unabhängig geworden war. Davor wurden kasachische Frauen in den Kasachischen Obersten Sowjet und den Obersten Sowjet der UdSSR gewählt. |
| 1924                                                       | 1924                                                       | Mongolei                                                                | 1911 wurde das Land unabhängig. Am 1. November 1924 erhielten Frauen das allgemeine aktive und passive Wahlrecht. Passives Frauenwahlrecht: 1. November 1924 Erste Wahl einer Frau ins nationale Parlament: 59 Frauen, Juni 1951 |
| 1924                                                       | 1924                                                       | Tadschikistan                                                           | 1924, unter sowjetischer Verwaltung, erhielten Frauen das aktive und passive Wahlrecht. Bei der Unabhängigkeit des Landes am 9. September 1991 wurden diese Rechte bestätigt. Passives Frauenwahlrecht: 1924 Erste Wahl einer Frau ins nationale Parlament: Fünf Frauen von 181 Parlamentsabgeordneten, Februar 1991 (Davor waren tadschikische Frauen bereits in den Obersten Sowjet der Sozialistischen Republik Tadschikistan und zum Parlament der sowjetischen Frauen gewählt worden.) |
| 1927                                                       | 1927                                                       | Turkmenistan                                                            | Unter sowjetischer Verwaltung erhielten Frauen 1927 das aktive und passive Wahlrecht. Dieses Recht wurde bei der Unabhängigkeit am 27. Oktober 1990 bestätigt. Die ersten allgemeinen Wahlen des unabhängigen Staates fanden im Dezember 1994 statt. Passives Frauenwahlrecht: 1927 Erste Wahl einer Frau ins nationale Parlament: Acht Frauen von insgesamt 175 Abgeordneten, Januar 1990 (davor waren Frauen bereits in den Obersten Sowjet der Sozialistischen Sowjetrepublik Turkmenistan und in das Parlament der Sowjetunion gewählt worden) |
| 1928                                                       | 1945                                                       | Guyana                                                                  | Die Entwicklung des Wahlrechts ist mit der Kolonialgeschichte des Gebietes verknüpft: Der Besitz dieser Gebiete wechselte bis 1815 mehrmals zwischen den Kolonialmächten Niederlande, Großbritannien und Frankreich. 1812 wurde nach Frank A. Narain Frauen das Stimmrecht zugestanden, wenn sie Sklaven besaßen oder Einkommensteuer auf mindestens 10 000 Gulden zahlen konnten; in der Quelle finden sich keine Angaben dazu, ob damit Gleichheit zwischen Frauen und Männern hergestellt wurde. Nach der Niederlage von Napoleon Bonaparte wurden die drei Kolonien auf dem Wiener Kongress 1815 an das Vereinigte Königreich von Großbritannien und Irland übertragen. 1831 wurde hieraus die Kolonie Britisch-Guayana gegründet. Ab 1849 durften nur noch männliche britische Staatsbürger wählen; durch Anforderungen an das Vermögen war deren Wahlrecht weiterhin eingeschränkt. Nach Frank A. Narain erhielten 1928 die Frauen das Wahlrecht zurück; das Wahlrecht war auch weiterhin an ein bestimmtes Vermögen gekoppelt. Eine andere Quelle nennt 1945 als Jahr für die Einführung des aktiven Frauenwahlrechts zum gesetzgebenden Gremium von Britisch-Guayana. Noch unter britischer Verwaltung wurde am 16. April 1953 Frauen und Männern ab 20 Jahren das allgemeine Wahlrecht verliehen. Die Grundsätze des allgemeinen, gleichen, geheimen und direkten Wahlrechts waren seit den Wahlen zur National Assembly von 1953 formal in Geltung. Sie wurden bestätigt, als das Land am 26. Mai 1966 unabhängig wurde. Allerdings wurden die Wahlergebnisse seit den Wahlen von 1968 durch die PNC-Regierung gefälscht. Passives Frauenwahlrecht: Ab 1945 konnten Frauen in das gesetzgebende Gremium gewählt werden, die Anforderungen an das Eigentum wurden zwar gesenkt, blieben aber in Kraft. Am 16. April 1953 wurde das allgemeine Wahlrecht Gesetz. Erste Wahl einer Frau ins nationale Parlament: Nach Martin drei Frauen, April 1953, nach Pintat kam die erste gewählte Frau erst im Dezember 1968 ins Parlament. |
| 1928                                                       | 1928                                                       | Vereinigtes Königreich                                                  | Bei Kommunalwahlen hatten Frauen ab 1869 das aktive Wahlrecht, 1907 das passive. Nach Martin war dieses Recht auf Frauen, die Steuern zahlten, beschränkt und galt nur in einigen Landesteilen. Am 2. Februar 1918 erhielten Frauen durch den Representation of the People Act ein eingeschränktes Wahlrecht: Das Mindestwahlalter für Frauen war 30. Frauen durften außerdem nur wählen, wenn sie als Alleinstehende oder ihre Ehemänner mindestens fünf Pfund Sterling pro Jahr Steuern zahlten, weibliche Haushaltsvorstände oder Universitätsabsolventinnen waren. Die Altersbeschränkung wurde eingeführt, um kein zahlenmäßiges Gleichgewicht zwischen Frauen und Männern herzustellen. Für Männer galt dagegen ab 1921 ein allgemeines Wahlrecht ab 21 Jahren. Für Männer, die im Militärdienst gewesen waren, und bestimmte Anforderungen an Aufenthaltsdauer im Land und Eigentum erfüllten, lag die Grenze bei 19 Jahren. Volle Gleichheit mit Männern in Bezug auf das Wahlrecht wurde am 2. Juli 1928 erreicht. Passives Frauenwahlrecht: 2. Juli 1928 Erste Wahl einer Frau ins nationale Parlament: Countess Constance Markiewicz, 14. Dezember 1918. Wegen ihrer emotionalen Bindung an die Unabhängigkeit Irlands weigerte sie sich, ihren Sitz im House of Commons einzunehmen. Die erste Frau, die tatsächlich im House of Commons saß, war Nancy Astor, gewählt am 28. November 1919, die ihr Amt drei Tage nach der Wahl antrat. |
| 1931                                                       | 1931                                                       | Spanien                                                                 | Gemäß dem Gesetz vom 8. Mai 1931 wurde der bis dahin geltende Ausschluss von Priestern, Angehörigen des Öffentlichen Dienstes und Frauen vom passiven Wahlrecht für das nationale Parlament abgeschafft. „Ironischerweise wurde Frauen immer noch das aktive Wahlrecht verweigert.“ Am 9. Dezember 1931 trat eine neue Verfassung in Kraft, deren Artikel 36 das allgemeine Stimmrecht für Frauen enthielt. Im November 1933 fanden die ersten Wahlen unter der neuen Verfassung statt. Es nahmen sechseinhalb Millionen Frauen teil. 42 Kandidatinnen stellten sich in 33 Wahlkreisen zur Wahl, was eine deutliche Erhöhung bedeutete. Bei den Wahlen von 1936 kandidierten nur noch sieben Frauen. Unter dem Franco-Regime wurde das allgemeine Wahlrecht unterdrückt. Frauen wurden nach und nach einige politische Rechte zugestanden: 1942 wurde ein Parlament ins Leben gerufen, in dem neben Abgeordneten der Falange und verschiedener staatlicher Organisationen auch hundert Familienrepräsentanten vorgesehen waren, die von Familienoberhäuptern und verheirateten Frauen gewählt werden sollten. Nach 1947 konnten Frauen nur noch an zwei Referenden teilnehmen, nämlich dem über die Ley de Sucesión en la Jefatura del Estado 1947, in dem es unter anderem um die Nachfolgeregelung für Franco ging, und an dem über das Gesetz über staatliche Organe (Ley Orgánica del Estado) 1966, in dem es um eine Stabilisierung der Nachfolge Francos ging. Ab 1957 konnten dann verheiratete Frauen und solche, die Familienoberhäupter waren, sich an den Wahlen dieser hundert Abgeordneten beteiligen. Die ersten derartigen Wahlen wurden allerdings erst 1967 durchgeführt. Erst mit der Wiederherstellung der Demokratie Mitte der 1970er Jahre erhielten Frauen das Wahlrecht in vollem Umfang zurück. Beim Referendum von 1976 und den Wahlen von 1977 stimmten Frauen mit ab, und das uneingeschränkte allgemeine Wahlrecht für Erwachsene wurde in der neuen Verfassung von 1978 garantiert. Das allgemeine Wahlrecht für Männer war bereits 1868 eingeführt worden. Passives Frauenwahlrecht: 8. Mai 1931 Erste Wahl einer Frau ins nationale Parlament: Zwei Frauen, Juli 1931; 1933: Nur fünf weibliche Abgeordnete von insgesamt 473: Margarita Nelken für Bardajóz, María Lejárraga für Granada, Matilde de la Torre und Veneranda García Blanco für Asturien für die PSOE und Francisca Bohigas auf der Liste der CEDA für den Partido Agrario de Léon. |
| 1931                                                       | 1931                                                       | Sri Lanka                                                               | Sri Lanka war eines der ersten Länder in Asien und Afrika, in denen das Frauenwahlrecht erreicht wurde. Im Rahmen der Donoughmore Verfassungsreformen von 1931 wurde am 20. März 1931 dieses Recht für Frauen über 21 eingeführt. Die Kommission hatte zwar ein eingeschränktes Wahlrecht für Frauen über 30 empfohlen, aber als die Reformen 1931 eingeführt wurden, erhielten alle Frauen über 21 das Wahlrecht. Bei der Erlangung der Unabhängigkeit 1948 wurden das aktive und passive Frauenwahlrecht bestätigt. Passives Frauenwahlrecht: 20. März 1931 Seitdem waren Frauen jedoch nur in verschwindend geringer Anzahl in den politischen Gremien vertreten. Von den Abgeordneten der gesetzgebenden Versammlung auf nationaler Ebene stellten sie nie mehr als 4 % der Abgeordneten, und die Teilhabe auf der Ebene der lokalen leitenden Gremien war auch unbedeutend. Erste Wahl einer Frau ins koloniale Parlament (Senat): Adlin Molamure, 14. November 1931; ins nationale (House of Representatives): Florence Senanayake, August 1947 Siehe auch Wahlen in der britischen Kronkolonie Ceylon |
| 1932                                                       | 1932                                                       | Brasilien                                                               | In Brasilien sah die Wahlrechtsreform von 1930 das Wahlrecht nur für alleinstehende Frauen und Witwen mit Besitz sowie für verheiratete Frauen mit Erlaubnis ihrer Männer vor. Daraufhin gingen Feministinnen in die Offensive. Das Dekret vom 24. Februar 1932 sah ein geheimes Verhältniswahlrecht vor und gab Frauen dieselben politischen Rechte wie Männern. Wer nicht lesen und schreiben konnte, war allerdings, unabhängig vom Geschlecht, wie auch in vielen anderen Ländern ausgeschlossen. Diese Klausel beschränkte die Wählerschaft auf 5 % der Bevölkerung. Die ersten Wahlen mit Beteiligung von Frauen wurden 1933 abgehalten. Nach Schätzungen machten Frauen etwa 20 Prozent der Wählerschaft aus. Der Frauenrechtlerin Bertha Lutz gelang es 1936, einen Sitz im Kongress zu erhalten. Doch das liberale politische Klima begünstigte den Extremismus von Rechts. Die Etablierung des Estado Novo von Getúlio Vargas in einem Staatsstreich gegen seine eigene Regierung 1937 beendete die politische Beteiligung gewählter Frauen am politischen Geschehen bis nach dem Zweiten Weltkrieg. Passives Frauenwahlrecht: 1932 Erste ins nationale Parlament gewählte Frauen: Carlota Pereira de Queiroz, Bertha Lutz 3. Mai 1933. |
| 1932                                                       | 1932                                                       | Malediven                                                               | Unter der Kolonialverwaltung wurde das Frauenwahlrecht 1932 gewährt. Bei der Unabhängigkeit 1965 wurde es bestätigt. Erste Wahl einer Frau: Koloniales gesetzgebendes Gremium: Zwei Frauen, 1. Januar 1953. Nationales Parlament nach der Unabhängigkeit: Eine Frau, November 1979. |
| 1932                                                       | 1932                                                       | Thailand                                                                | Nach Sri Lanka war Thailand eines der ersten Länder in Asien, die das allgemeine Wahlrecht einführten. Bis 1932 regierte in Thailand der König als absolutistischer Herrscher ohne politische Institutionen, die das Volk repräsentierten. Im Juni 1932 wurde die absolute Monarchie durch einen Staatsstreich in eine konstitutionelle Monarchie umgewandelt. In Thailand kämpften die Frauen nicht für ihr aktives und passives Wahlrecht, sondern sie erhielten es zusammen mit den Männern am 10. Dezember 1932. Damals wurde eine Assembly of Representatives, ein Parlament, geschaffen. Bis 1933 wurden alle 70 Abgeordneten von der Partei des Volkes ernannt. 1933 wurde das allgemeine Wahlrecht erstmals indirekt ausgeübt, als die Hälfte der Abgeordneten gewählt wurde. 1937 erfolgte die direkte Wahl der Hälfte der Abgeordneten, aber die Regierung löste das Parlament auf, als es Widerstand zeigte. Erst 1952 wurde das Parlament als Ganzes gewählt. Bei den Lokalwahlen gab es Beschränkungen für Frauen, die fast zwei Jahrzehnte vor 1932 geschaffen wurden und erst 1982 aufgehoben wurden. Frauen durften bei lokalen Wahlen, in denen die Dorfoberhäupter bestimmt wurden, nicht kandidieren. Es sieht so aus, als seien Frauen damals wegen ihres Geschlechts für unfähig erachtet worden, die Kontrollfunktionen eines Dorfoberhaupts auszuüben. Genauso wenig durften Frauen einer Gruppe von Dörfern vorstehen. Passives Frauenwahlrecht: 10. Dezember 1932 Erste Wahl einer Frau ins nationale Parlament: Orapin Chaiyakarn, 5. Juni 1949 Es handelte sich um eine Nachwahl, die reguläre Wahl dazu fand 1948 statt. |
| 1932                                                       | 1932                                                       | Uruguay                                                                 | Auf lokaler Ebene fand in Uruguay die erste Wahlausübung einer Frau in Südamerika überhaupt statt: Die Volksabstimmung in der Stadt Cerro Chato, 1927. Während des 19. Jahrhunderts galt in Uruguay ein beschränktes Männerwahlrecht. Die Verfassung von 1918 führte das allgemeine Männerwahlrecht ein. Im Zuge der Verfassungsänderung von 1932 verabschiedeten beide Parlamentskammern mit einer Zweidrittelmehrheit das Wahlrecht für Frauen. Die Debatte in der Abgeordnetenkammer im Oktober 1932 wurde zu einer Art Wettbewerb zwischen den politischen Führern, die einander und der Nation ihren langjährigen Glauben an das Frauenwahlrecht demonstrierten. Der Senat nahm das Frauenwahlrecht ohne Debatte an. Es wurde am 16. Dezember 1932 eingeführt. In der Verfassung von 1934 ist das allgemeine Wahlrecht für alle Uruguayer und Uruguayerinnen über 18 Jahre verbrieft. Sechs Jahre nach dem Erhalt des allgemeinen Wahlrechts, bei den Wahlen von 1938, durften Frauen ihr Stimmrecht zum ersten Mal ausüben. Erst nach der Reform des Zivilgesetzbuches von 1946 konnten Frauen in den Kongress gewählt werden. Passives Frauenwahlrecht: 16. Dezember 1932 Erste Wahl einer Frau ins nationale Parlament: Vier Frauen, November 1942 |
| 1934                                                       | 1934                                                       | Kuba                                                                    | Die Verfassung von 1901, die 1928 in wesentlichen Teilen reformiert wurde, etablierte das allgemeine Männerwahlrecht. Wie auch in anderen Ländern kam in Kuba das Frauenwahlrecht mit einer Revolution: Die Entmachtung des Diktators Gerardo Machado führte dazu, dass Kuba das vierte lateinamerikanische Land mit Frauenwahlrecht wurde. Bereits die (provisorische) Ley Constitucional vom 2. Januar 1934 sah das allgemeine Wahlrecht vor. Am 3. Februar 1934 wurde das Frauenwahlrecht in die vorläufige Verfassung aufgenommen. Aber erst mit der Annahme der Verfassung von 1940 wurde das Frauenwahlrecht eingeführt; die übrigen provisorischen Verfassungstexte änderten dieses Prinzip nicht. Passives Frauenwahlrecht: 2. Januar 1934 |
| 1934                                                       | 1934                                                       | Türkei                                                                  | Auf lokaler Ebene erhielten Frauen am 3. April 1930 das aktive und passive Wahlrecht. Die nationalen Wahlen von 1934 waren die ersten auf nationaler Ebene, an denen Frauen teilnehmen durften. Passives Frauenwahlrecht: Seit 1934 konnten Frauen in die Große Nationalversammlung gewählt werden. Martin nennt hierfür als Datum den 5. Dezember 1934. 1935 saßen erstmals Frauen im Parlament. Es war eine Gruppe von 18 (nach Martin: 17), von Atatürk handverlesenen Frauen. Dies entsprach 4,5 Prozent der Abgeordneten und war die höchste Zahl weiblicher Abgeordneter in Europa zur damaligen Zeit. Die Türkei war damals ein Einparteien-Staat, sodass es keinen Wettbewerb zwischen verschiedenen Parteien bei der Wahl gab. siehe auch: Politische Partizipation von Frauen in der Türkei |
| 1935                                                       | 1935                                                       | Puerto Rico                                                             | Am 16. April 1929 wurde ein Gesetz verabschiedet, das allen Frauen, die lesen und schreiben konnten, das Wahlrecht verschaffte, und 1932 in Kraft treten sollte; damit waren aber faktisch die meisten Puerto-Ricanerinnen von der Wahl ausgeschlossen. 1935 wurde ein Gesetz beschlossen, das das allgemeine Wahlrecht garantierte. Das allgemeine Wahlrecht für Männer war bereits im Jones Act for Puerto Rico 1917 anerkannt worden. |
| 1937                                                       | 1937                                                       | Philippinen                                                             | 1933 wurde im Repräsentantenhaus ein Gesetz verabschiedet, das ab Januar 1935 das Frauenwahlrecht vorsah. Dieses Gesetz war eine Ergänzung zum Abschnitt 431 des Verwaltungsgesetzbuches. Diese Ergänzung war mit dem Hare-Hawes-Cutting-Unabhängigkeitsgesetz verknüpft, das bei der Abstimmung keine Mehrheit fand. Bevor Frauen tatsächlich wählen konnten, wurde die Entscheidung von 1933 durch eine Verfassunggebende Versammlung 1934 widerrufen, die eine neue Verfassung ausarbeitete, die den veränderten Status der Philippinen als eines Commonwealth innerhalb der USA widerspiegeln sollte. Diese Versammlung entschied, die Einführung des Frauenwahlrechts an eine erfolgreiche Volksabstimmung über diese Frage zu knüpfen. Wahlberechtigt waren bei dieser Abstimmung nur Frauen, mindestens 300 000 Stimmen brauchte es für einen Erfolg. Über eine halbe Million Frauen ließen sich für die Abstimmung registrieren und 447 725 Frauen stimmten am 30. April 1937 dafür, Frauen das Wahlrecht auf derselben Ebene wie Männern zu geben. Dies geschah vor der Unabhängigkeit, noch unter US-amerikanischer Verwaltung, durch das Plebiscite Law, Commonwealth Act No. 34. Es wurde bei der Unabhängigkeit 1946 bestätigt. Passives Frauenwahlrecht: 30. April 1937 Erste Wahl einer Frau ins nationale Parlament: Gesetzgebendes Commonwealthgremium (National Assembly); Elisa Rosales Ochoa, November 1941; Nationales gesetzgebendes Gremium (House of Representatives), 99 Mitglieder: Remedios Ozamis Fortica, 1946; Senat, 8 Mitglieder: Geronima T. Pecson, 1953 |
| 1938                                                       | 1938                                                       | Moldau                                                                  | Das Gebiet gehörte nach dem Ersten Weltkrieg großteils zu Rumänien: Ab 1929 durften Frauen an Kommunalwahlen teilnehmen, jedoch wurde ihr Wahlrecht von ihrem Bildungsgrad, der sozialen Stellung und besonderen Verdiensten gegenüber der Gesellschaft abhängig gemacht. Die Verfassung von 1938 stellte Männer und Frauen in wahlrechtlicher Hinsicht gleich, und das Wahlgesetz von 1939 führte aus, dass Frauen und Männer, die lesen und schreiben konnten, ab 30 zu den Wahlen zugelassen waren. Nach der Besetzung durch die Sowjetunion 1940 wurde die Moldauische Sozialistische Sowjetrepublik gebildet und das allgemeine Wahlrecht für Frauen und Männer eingeführt. 1991 erfolgte zunächst die Umbenennung in Republik Moldau, dann die Unabhängigkeitserklärung. Nach dieser wurde das allgemeine Wahlrecht 1993 bestätigt. Erste Wahl einer Frau ins nationale Parlament: Neun Frauen, Februar 1990. (Davor wurden Frauen aus Moldau in den Obersten Sowjet der Moldauischen Sozialistischen Sowjetrepublik gewählt und in das Parlament der Sowjetunion.) Der Oberste Sowjet der Moldauischen Sozialistischen Sowjetrepublik wurde das erste gesetzgebende Gremium, nachdem der Staat im August 1991 unabhängig wurde. Die ersten Wahlen nach der Unabhängigkeit fanden im Februar 1994 statt, als von 104 Parlamentsabgeordneten fünf Frauen einen Sitz erlangten. |
| 1938                                                       | 1938                                                       | Rumänien                                                                | Ab 1929 durften Frauen an Kommunalwahlen teilnehmen, jedoch wurde ihr Wahlrecht von ihrem Bildungsgrad, der sozialen Stellung und besonderen Verdiensten gegenüber der Gesellschaft abhängig gemacht. Die Verfassung von 1938 stellte Männer und Frauen in wahlrechtlicher Hinsicht gleich, und das Wahlgesetz von 1939 führte aus, dass Frauen und Männer, die lesen und schreiben konnten, ab 30 zu den Wahlen zugelassen waren. 1946 wurde der Bildungszensus aufgehoben und ein allgemeines Wahlrecht für beide Geschlechter festgeschrieben. Das allgemeine Wahlrecht für Männer galt bereits seit 1918. Erste Wahl einer Frau ins nationale Parlament: 18 Frauen, 19. November 1946 |
| 1938                                                       | 1938                                                       | Usbekistan                                                              | Das aktive Frauenwahlrecht wurde 1938 eingeführt. Passives Frauenwahlrecht: 1938 Erste Wahl einer Frau ins nationale Parlament: Buritosh Shodieva, 1995 (davor wurden usbekische Frauen in den Obersten Sowjet der sozialistischen Sowjetrepublik Usbekistan und das Parlament der Sowjetunion gewählt). |
| 1941                                                       | 1941                                                       | Kosovo                                                                  | Im Zweiten Weltkrieg war das Land erst von Italien, dann von Deutschland besetzt. Nach dem Balkanfeldzug gliederte Mussolini am 12. August 1941 dem seit April 1939 annektierten Albanien das Kosovo sowie einige mazedonische Gebiete an. In Albanien konnten Frauen schon seit 1920 wählen. Diese Neuordnung der Grenzen wurde allerdings nur von den Achsenmächten anerkannt. Nach dem Zweiten Weltkrieg wurde die Autonome Region „Kosovo und Metochien“ am 3. September 1945 ebenso wie die Autonome Region Vojvodina Bestandteil der Sozialistischen Republik Serbien innerhalb der Sozialistischen Bundesrepublik Jugoslawien. Die volle rechtliche, wirtschaftliche und gesellschaftliche Gleichberechtigung der Geschlechter wurde erstmals in der jugoslawischen Verfassung von 1946 garantiert. |
| 1942                                                       | 1942                                                       | Dominikanische Republik                                                 | Aktives und passives Frauenwahlrecht wurden 1942 eingeführt. Erste Wahl einer Frau ins nationale Parlament: Zwei Frauen, 1942 |
| 1944                                                       | 1944                                                       | Bulgarien                                                               | Am 18. Januar 1937 wurde ein Gesetz beschlossen, das Frauen auf lokaler Ebene ein Wahlrecht gab. Doch Frauen und Männer wurden nicht gleich behandelt: Frauen durften wählen, wenn sie legal verheiratet und Mütter waren, und während für Männer Wahlpflicht herrschte, war das Wählen für Frauen freiwillig. 1937 erhielten verheiratete, verwitwete und geschiedene Frauen das Recht, Abgeordnete in die Nationalversammlung zu wählen. Damit war ihr Wahlrecht von ihrem Status gegenüber einem Mann abhängig. Die Frauen konnten dieses Wahlrecht im folgenden Jahr ausüben. Die Einführung des unbeschränkten Frauenwahlrechts erfolgte am 16. Oktober 1944. Das allgemeine Wahlrecht für Männer war bereits 1879 eingeführt worden. Passives Frauenwahlrecht: 16. Oktober 1944. Erste Wahl einer Frau ins nationale Parlament: 16. November 1945. Es handelte sich um die erste Wahl unter der neuen Staatsordnung, die Wahl zur Ordentlichen Nationalversammlung. Von 276 Gewählten waren 14 Frauen. |
| 1944                                                       | 1944                                                       | Frankreich                                                              | Das allgemeine aktive Wahlrecht für Männer gab es bereits seit 1848. Erst etwa hundert Jahre später, am 21. April 1944, wurde per Verordnung das allgemeine aktive Frauenwahlrecht eingeführt. Bei den Wahlen zur Nationalversammlung 1945 nahmen Frauen erstmals teil. Passives Frauenwahlrecht: 21. April 1944. Erste Wahl einer Frau ins nationale Parlament: 33 Frauen, gewählt, Oktober 1945. |
| 1944                                                       | 1944                                                       | Israel                                                                  | 1920 schuf der Jischuw eine Repräsentantenversammlung. Diese verfügte zwar über keine juristische Legitimation, da die Macht bei der britischen Mandatsmacht lag; doch diese war zur Zusammenarbeit mit jüdischen Vertretungen angehalten. Ultraorthodoxe Männer blockierten das Frauenwahlrecht im Jischuw in den Anfängen erfolgreich. Als Kompromisslösung erhielten Frauen im April 1920 für eine beschränkte Zeit das Wahlrecht. Die ultraorthodoxen Männer wurden dadurch entschädigt, dass sie zwei Stimmen erhielten: eine für sich und eine für ihre Frau. Ein dauerhaftes Wahlrecht erhielten Frauen 1925 bei den Wahlen zur zweiten Gesetzgebenden Versammlung. Das Prinzip Eine Stimme pro Person wurde jedoch erst bei der Wahl der vierten Gesetzgebenden Versammlung im August 1944 angewendet. Die für diese Wahl geltenden Regeln bildeten die Grundlage für die Verfassung des Staats Israel, der am 15. Mai 1948 unabhängig wurde. Nach der Unabhängigkeitserklärung sollte innerhalb von fünf Monaten eine Konstituierende Versammlung eine Verfassung aufstellen, was jedoch wegen des Kriegs nicht möglich war. Im Januar 1949 fanden Knessetwahlen nach dem System statt, das für die Repräsentantenversammlung (siehe oben) gegolten hatte. Am 16. Februar 1949 wurden dann zunächst einige Basisgesetze von der Konstituierenden Versammlung beschlossen. Die Vorschrift, dass das Geschlecht keine Rolle spielen darf, war Teil dieser Basisgesetze. Erste Wahl einer Frau ins nationale Parlament: 11 Frauen, Januar 1949 |
| 1944                                                       | 1944                                                       | Jamaika                                                                 | Jamaika ist eines der wenigen Länder, in denen das Frauenwahlrecht während des Zweiten Weltkriegs Gesetz wurde. Für die erste Wahl am 20. November 1944 galt bereits das allgemeine Wahlrecht. Bei der Unabhängigkeit am 6. August 1962 wurde das allgemeine Wahlrecht bestätigt. Passives Frauenwahlrecht: 20. November 1944 Erste Wahl einer Frau ins nationale Parlament: Zwei Frauen, gewählt Februar 1967 (erstes Parlament nach der Unabhängigkeit.) Erste Frau, die in das koloniale legislative Gremium gewählt wurde: Iris Collins-Williams, 14. Dezember 1944. |
| 1945                                                       | 1945                                                       | Indonesien                                                              | Indonesien ist das bevölkerungsreichste Land mit einer islamischen Bevölkerungsmehrheit. Auffällig ist, wie gering der Einfluss dieser Tatsache auf die Geschehnisse um die Einführung des Frauenwahlrechts war. Es gab säkulare und muslimische Frauengruppen. Diese schlossen sich in die Federation of Indonesian Women's Association zusammen, die 1938 das Frauenwahlrecht als Hauptthema auf die Tagesordnung ihrer Versammlung setzte. Wie es in Zeiten des Kampfes gegen Kolonialmächte häufig geschah, wurde in Indonesien die Frauenemanzipation zu einem Teil und Symbol der nationalen Befreiung. Bis zur Invasion durch Japan 1942 wurde das Land von einer niederländischen Kolonialregierung geleitet. 1935 wurde eine europäische, keine indonesische Frau zur Abgeordneten des Rates des Volkes ernannt. Nach Blackburn verschaffte die koloniale Regierung einigen (nämlich den europäischen) Frauen 1938 das passive und 1941 das aktive Wahlrecht. Abweichend davon entnimmt Adams einer Quelle die Einführung des Frauenwahlrechts nur für holländische Frauen 1941 als Vorschlag der Kolonialregierung, der nach Protesten aus der Bevölkderung fallen gelassen wurde. Nach einer weiteren Quelle wurde der Plan der Kolonialherren nur auf der lokalen Ebene umgesetzt. Wie in den Niederlanden, so ging auch hier das passive dem aktiven Wahlrecht voraus. Vier Frauen wurden gemäß dieser Quelle im Jahr 1938 und danach in Stadträte gewählt, als dies möglich geworden war. Nach der Niederlage gegen Japan erklärte der nationalistische Führer Sukarno am 17. August 1945 die Unabhängigkeit. In einer Verfassung aus demselben Jahr wurde das Wahlrecht Frauen und Männern verliehen, doch geschah dies in einer politisch unübersichtlichen Situation mit unklaren Machtverhältnissen. Die Holländer leisteten Widerstand und es folgte ein bewaffneter Konflikt, in dem Frauen die Guerillas unterstützten sowie die Versorgung der Bevölkerung mit medizinischer Hilfe und Nahrungsmitteln organisierten. Trotz der formalen Unabhängigkeit war Indonesien nicht in der Lage, eine unabhängige Regierung auf die Beine zu stellen, bis die Niederländer 1948 abgezogen waren. 1955 wurden erstmals Wahlen abgehalten. Im neuen Parlament nach 1955 saßen nur wenige Frauen: 18 von 257 Parlamentsabgeordneten waren Frauen. In der Regierung war kein weibliches Mitglied. In der Folgezeit war der Fortschritt gering. Obwohl zwischen 1955 und 1999 Wahlen abgehalten wurden, war dies kein Zeichen für die Ausübung von Bürgerrechten, da die Regierungen diktatorisch waren. 1999 wurden freie und gerechte Wahlen wieder möglich gemacht. Wie schon 1955 gab es auch 1999 relativ wenige Kandidatinnen, und der Frauenanteil im Parlament von nur acht Prozent stellte einen dramatischen Rückgang im Vergleich zur vorausgehenden Wahlperiode dar. |
| 1945                                                       | 1945                                                       | Senegal                                                                 | Am 19. Februar 1945 wurde unter der französischen Kolonialverwaltung ein Dekret erlassen, das festlegte, dass es zwischen senegalesischen und französischen Frauen beim Wahlrecht keinen Unterschied gebe; sie seien unter denselben Bedingungen Wählerinnen und wählbar. 1956 wurde, noch unter französischer Kolonialherrschaft, die loi-cadre Defferre eingeführt, die das allgemeine Wahlrecht für Erwachsene garantierte. Als das Land 1960 unabhängig war, wurde dieses Recht bestätigt. Passives Frauenwahlrecht: 19. Februar 1945 Erste Wahl einer Frau ins nationale Parlament: Caroline Diop Faye, Dezember 1963 |
| 1945                                                       | 1945                                                       | Slowenien                                                               | Wie auch in Österreich konnten Frauen, die Steuern zahlten, bei Kommunalwahlen ab 1849 unter denselben Bedingungen wie Männer wählen. Sie konnten jedoch ihre Stimme nicht persönlich abgeben, sondern mussten einem nahen männlichen Verwandten eine Vollmacht dafür geben, dass dieser für sie abstimmte. Am 10. August 1945 erhielten Frauen in der Sozialistischen Republik Slowenien das Wahlrecht. Diese wurde Teil Jugoslawiens, das in der Verfassung vom 31. Januar 1946 das Frauenwahlrecht garantierte. Die volle rechtliche, wirtschaftliche und gesellschaftliche Gleichberechtigung der Geschlechter und damit das aktive und passive Frauenwahlrecht wurden in der Verfassung von 1946 erstmals garantiert. Bei der erneuten Unabhängigkeit 1991 wurde das Frauenwahlrecht bestätigt. Das allgemeine Wahlrecht für Männer war bereits 1907 auf nationaler Ebene eingeführt worden. Passives Frauenwahlrecht: 10. August 1945 Erste Wahl einer Frau ins nationale Parlament von Slowenien (davor in das Parlament Jugoslawiens): 13 Frauen, Dezember 1992 |
| 1945                                                       | 1945                                                       | Togo                                                                    | Nach dem Ersten Weltkrieg wurde die ehemalige deutsche Kolonie zwischen Großbritannien und Frankreich aufgeteilt. Nach einer Volksabstimmung 1956, an der Frauen sich beteiligen konnten, wurde das Gebiet unter britischer Verwaltung 1957 Teil des unabhängigen Staates Ghana und übernahm deshalb das allgemeine Wahlrecht für Erwachsene. In den französischen Landesteilen hatten die meisten Frauen seit 1951 an den Wahlen zum lokalen gesetzgebenden Gremium (Conseil de Circonscription) teilgenommen. Vor der Unabhängigkeit erhielten Frauen am 22. August 1945 das Recht, bei der Wahl zum französischen Parlament ihre Stimme abzugeben. 1946 nahmen Frauen an den Wahlen zur ersten gesetzgebenden Versammlung teil, nachdem Togos Bewerbung um das allgemeine Wahlrecht abgeschlossen und das französische Dekret vom 22. August 1945 in Kraft getreten war. Ab 1956 ermöglichte den Frauen die loi-cadre Defferre, sich an den Wahlen zur gesetzgebenden Versammlung vor Ort zu beteiligen. 1958 wurde das allgemeine Wahlrecht für Erwachsene eingeführt, 1960 wurde das Land unabhängig. Das allgemeine Wahlrecht wurde bestätigt. Passives Frauenwahlrecht: 22. August 1945 Erste Wahl einer Frau ins nationale Parlament: Joséphine Hundt, 9. April 1961 |
| 1945                                                       | 1945                                                       | Vietnam                                                                 | Nach einer Quelle verlautbarten die Việt Minh bei Gründung der Demokratischen Republik Vietnam (DRV) das allgemeine Wahlrecht unabhängig von den Geschlechtern. Der Autor nennt kein konkretes Datum, aber benennt die Dekrete No. 14 und No. 51 als Rechtsgrundlagen und schildert, dass dies im Rahmen der Machtübernahme während der Augustrevolution (Unabhängigkeitserklärung 2. September 1945) geschehen sei. Am 2. September 1945 wurde die Demokratische Republik Vietnam ausgerufen. Frauen erhielten im Rahmen der Machtübernahme während der Augustrevolution (Unabhängigkeitserklärung 2. September 1945) erstmals gleiche Rechte wie Männer, auch das Wahlrecht. Rechtsgrundlage hierfür waren die Dekrete Nummer 14 und Nummer 51. Ausgeübt wurde das Recht erstmals bei den Wahlen vom 6. Januar 1946. 1946 waren in der gesetzgebenden Versammlung nur 2,5 Prozent der Abgeordneten Frauen. Die Demokratische Republik Vietnam umfasste nur kurz das ganze Gebiet des Landes. 1946 kehrte die französischen Kolonialmacht in den Süden zurück. Während der Kolonialzeit bis 1954 gab es kein Wahlrecht für nicht-naturalisierte (mit der französischen Staatsbürgerschaft ausgestattete) Vietnamesen. Eine Quelle berichtet von einem aktiven Frauenwahlrecht in Südvietnam zur Wahl von Ngô Đình Diệm 1955. Passives Frauenwahlrecht: 1945, Ausübung 6. Januar 1946 Erste Wahl einer Frau ins nationale Parlament: 1. Zehn Frauen (Demokratische Republik Vietnam), 6. Januar 1946; 2. Republik Vietnam: Trần Lệ Xuân, entweder in die Konstituierende Versammlung am 4. März 1956 oder die Nationalversammlung am 30. August 1959. Möglicherweise wurden auch noch mehrere andere Frauen gleichzeitig gewählt. 3. In die Nationalversammlung des wiedervereinigten Vietnam: 132 Frauen, April 1976. |
| 1946                                                       | 1946                                                       | Benin, ehemals Dahomey                                                  | Entsprechend der Loi Lamine Guèye von 1946 hatten alle Bürgerinnen und Bürger bei Wahlen zum französischen Parlament und auch bei lokalen Wahlen ein Wahlrecht. Das passive Wahlrecht wurde in dem Gesetz nicht ausdrücklich erwähnt, war aber auch nicht ausgeschlossen. Bei den Wahlen zum Pariser Parlament gab es in Französisch-Westafrika, wozu Dahomey gehörte, kein Zweiklassenwahlrecht wie in anderen französischen Kolonien, für alle örtlichen Wahlen jedoch schon. 1956 wurde die loi-cadre Defferre eingeführt, die in Artikel 10 das allgemeine Wahlrecht garantierte. Bei der Unabhängigkeit des Landes 1960 wurde diese Rechtssituation bestätigt. Passives Frauenwahlrecht: 1946; allgemeines: 1956 Erste Wahl einer Frau ins nationale Parlament: November 1979 |
| 1946                                                       | 1946                                                       | Bosnien und Herzegowina                                                 | Die volle rechtliche, wirtschaftliche und gesellschaftliche Gleichberechtigung der Geschlechter und damit das aktive und passive Frauenwahlrecht wurden erstmals in der Verfassung von 1946 (nach einer abweichenden Quelle für das aktive und passive Frauenwahlrecht: 31. Januar 1949) garantiert. Im März 1992 wurde das Land unabhängig. Das erste Parlament war die Versammlung der Bundesrepublik Bosnien und Herzegowina. Erste Wahl einer Frau ins nationale Parlament: Dezember 1990 |
| 1946                                                       | 1946                                                       | Burkina Faso, ehemals Obervolta                                         | Entsprechend der Loi Lamine Guèye von 1946 hatten alle Bürgerinnen und Bürger bei Wahlen zum französischen Parlament und auch bei lokalen Wahlen ein Wahlrecht. Das passive Wahlrecht wurde in dem Gesetz nicht ausdrücklich erwähnt, war aber auch nicht ausgeschlossen. Bei den Wahlen zum Pariser Parlament gab es in Französisch-Westafrika, wozu das damalige Obervolta gehörte, kein Zweiklassenwahlrecht wie in anderen französischen Kolonien, für alle örtlichen Wahlen jedoch schon. Vor der Unabhängigkeit, unter französischer Verwaltung, erhielten Frauen am 23. Juni 1956 im Rahmen der Einführung der loi-cadre Defferre das allgemeine Wahlrecht. Dieses Recht wurde in der Verfassung vom 28. September 1958 bestätigt. 1960 wurde das Land unabhängig. Passives Frauenwahlrecht: 1946; allgemeines: 28. September 1958. Erste Wahl einer Frau ins nationale Parlament: Nignan Lamoussa April 1978. |
| 1946                                                       | 1946                                                       | Dschibuti                                                               | Unter französischer Verwaltung wurde Dschibuti 1946 von der Kolonie zum Überseeischen Territorium. Entsprechend dem Gesetz Loi Lamine Guèye von 1946 hatten alle Bürgerinnen und Bürger der Überseeischen Territorien das Wahlrecht für Wahlen zum Französischen Parlament. Gewählt wurde jedoch in zwei Klassen (collèges). Erst die loi-cadre Defferre von 1956 garantierte das allgemeine Wahlrecht; 1977 wurde das Land unabhängig, und das allgemeine Wahlrecht unabhängig vom Geschlecht wurde bestätigt. Erste Wahl einer Frau ins nationale Parlament: 2003 |
| 1946                                                       | 1946                                                       | Elfenbeinküste (Côte d'Ivoire)                                          | Entsprechend der Loi Lamine Guèye von 1946 hatten alle Bürgerinnen und Bürger bei Wahlen zum französischen Parlament und auch bei lokalen Wahlen ein Wahlrecht. Das passive Wahlrecht wurde in dem Gesetz nicht ausdrücklich erwähnt, war aber auch nicht ausgeschlossen. Bei den Wahlen zum Pariser Parlament gab es in Französisch-Westafrika, wozu Côte d'Ivoire gehörte, kein Zweiklassenwahlrecht wie in anderen französischen Kolonien, für alle örtlichen Wahlen jedoch schon. 1952 wurde unter französischer Verwaltung erstmals das allgemeine Frauenwahlrecht eingeführt. Am 23. Juni 1956, noch unter französischer Verwaltung, wurde die loi-cadre Defferre eingeführt, die das allgemeine Wahlrecht bestätigte. Dieses wurde bei der Unabhängigkeit 1960 erneut bestätigt. Erste Wahl einer Frau ins nationale Parlament: Drei Frauen, 7. November 1965 |
| 1946                                                       | 1946                                                       | Guinea                                                                  | Entsprechend der Loi Lamine Guèye von 1946 hatten alle Bürgerinnen und Bürger bei Wahlen zum französischen Parlament und auch bei lokalen Wahlen ein Wahlrecht. Das passive Wahlrecht wurde in dem Gesetz nicht ausdrücklich erwähnt, war aber auch nicht ausgeschlossen. Bei den Wahlen zum Pariser Parlament gab es in Französisch-Westafrika, wozu Guinea gehörte, kein Zweiklassenwahlrecht wie in anderen französischen Kolonien, für alle örtlichen Wahlen jedoch schon. 1956, noch unter französischer Verwaltung, wurde die loi-cadre Defferre eingeführt, die das allgemeine Wahlrecht garantierte. Am 2. Oktober 1958 wurde das Land unabhängig, und die Regelung wurde bestätigt. Passives Frauenwahlrecht: 1946; allgemeines passives Frauenwahlrecht: 1956 Erste Wahl einer Frau ins nationale Parlament: Vierzehn Frauen, September 1963. |
| 1946                                                       | 1946                                                       | Italien                                                                 | Das allgemeine aktive Wahlrecht für Männer galt schon seit 1919. Im Geist feministischer Reformen stimmte das Unterhaus (Camera dei deputati) 1919 mit 174 zu 55 Stimmen auch für das aktive Frauenwahlrecht, aber der Senat (Senato del Regno) weigerte sich, die Maßnahme zu befürworten. Am 15. Mai 1925 erschien Mussolini persönlich im Parlament, um einen Gesetzentwurf zu unterstützen, der Frauen das lokale Wahlrecht verschaffen sollte. Noch im selben Jahr aber schaffte er alle Lokalwahlen ab. 1945 brachten die Christdemokraten und die Kommunisten einen Gesetzentwurf für die Einführung des allgemeinen Wahlrechts ein. Alle anderen Parteien unterstützten ihn und er wurde am 1. Februar 1945 Gesetz. Im folgenden Jahr wurde gewählt. Gemäß Artikel 3 des Dekrets 23 vom 30. Januar 1945 waren aber sichtbare Sexarbeiterinnen (also die, die ihr Gewerbe außerhalb genehmigter Bordelle ausübten) vom Wahlrecht ausgeschlossen, sodass das Wahlrecht für Frauen eingeschränkt war. Passives Frauenwahlrecht: 1. Februar 1945, Einschränkungen siehe oben. Artikel 7 des Dekrets 74 vom 10. März 1946 bestätigt die Wählbarkeit von Bürgerinnen und Bürgern, die am Wahltag 25 Jahre alt sind, also ohne Beschränkungen. Erste Wahl einer Frau ins nationale Parlament: 21 Frauen, Juni 1946 (Konstituierende Versammlung); danach: 1948, in beide Kammern. |
| 1946                                                       | 1946                                                       | Kamerun                                                                 | Die ehemalige deutsche Kolonie wurde nach dem Ersten Weltkrieg in einen britischen und einen französischen Verwaltungsbereich geteilt. Das französische Gebiet folgte dem Muster anderer französischer Kolonien in Westafrika: Mit der Gründung der Französischen Union und der Vierten Republik erhielten Frauen am 27. Oktober 1946 das Wahlrecht. Das passive Wahlrecht wurde in dem Gesetz nicht ausdrücklich erwähnt, war aber auch nicht ausgeschlossen. Entsprechend der Loi Lamine Guèye hatten alle Bürgerinnen und Bürger zwar bei Wahlen zum französischen Parlament und auch bei lokalen Wahlen ein Wahlrecht, doch wurde in zwei Klassen gewählt, was der französischstämmigen Bevölkerung einen Vorteil verschaffte. Dieses Zweiklassenwahlrecht wurde erst am 23. Juni 1956 durch die loi-cadre Defferre abgeschafft und bei der Unabhängigkeit bestätigt. Das britische Gebiet wurde bis 1954 von Nigeria verwaltet. 1954 wurde das House of Assembly Südkameruns geschaffen, das 1959 das uneingeschränkte allgemeine Wahlrecht garantierte. 1961 trat der südliche Teil des britischen Gebiets der gerade unabhängig gewordenen Bundesrepublik Kamerun bei, der Nordteil dem überwiegend muslimische Nordteil Nigerias. Dies hatte zur Folge, dass Frauen dort erst 1976 das Wahlrecht erhielten. Passives Frauenwahlrecht: Oktober 1946 Erste Wahl einer Frau ins nationale Parlament: April 1960. |
| 1946                                                       | 1946                                                       | Komoren                                                                 | Entsprechend der Loi Lamine Guèye von 1946 hatten alle Bürgerinnen und Bürger bei Wahlen zum französischen Parlament und auch bei lokalen Wahlen ein Wahlrecht. Das passive Wahlrecht wurde in dem Gesetz nicht ausdrücklich erwähnt, war aber auch nicht ausgeschlossen. Es herrschte ein Zweiklassenwahlrecht, das die französischstämmigen Bürgerinnen und Bürger bevorzugte. Am 23. Juni 1956 wurde die loi-cadre Defferre eingeführt. Erst 1975 wurde das Land unabhängig, das allgemeine Wahlrecht wurde bestätigt. Passives Frauenwahlrecht: 23. Juni 1956 Erste Wahl einer Frau ins nationale Parlament: Dezember 1993. |
| 1946                                                       | 1946                                                       | Republik Kongo, (ehem. K.-Brazzaville)                                  | Entsprechend dem Gesetz Loi Lamine Guèye vom 7. Mai 1946 hatten alle Bürgerinnen und Bürger der Überseeischen Territorien das Bürgerrecht wie die Menschen im Mutterland und damit das Wahlrecht für Wahlen zum Französischen Parlament und für lokale Wahlen; das passive Wahlrecht ist nicht explizit genannt, aber auch nicht ausgeschlossen. Doch es wurde in zwei Klassen gewählt, was der französischstämmigen Bevölkerung einen Vorteil verschaffte. Dieses Zweiklassenwahlrecht wurde erst am 23. Juni 1956 durch die loi-cadre Defferre abgeschafft und bei der Unabhängigkeit bestätigt. Durch das Gesetz Nummer 47-162 über Territorialversammlungen vom 29. August 1947 wurde das Wahlrecht für diese Versammlungen festgeschrieben. Zunächst war das allgemeine Wahlrecht auf nationaler Ebene auf Europäerinnen und Afrikanerinnen, die lesen und schreiben konnten, beschränkt. 1951 wurde das Recht auf alle mit einem gültigen Ausweisdokument ausgedehnt. Dieses Wahlsystem wurde 1952 erneuert und 1957 ersetzt, als die loi-cadre Defferre von 1956 in Kraft trat. Artikel 4 der Verfassung vom 2. März 1961 erkannte die bereits bestehenden Rechte an. Einige Quellen nennen für die Erteilung des passiven Frauenwahlrechts den 8. Dezember 1963. Da im Dezember 1963 erstmals Frauen ins Parlament gewählt wurden, ist es jedoch möglich, dass diesen Angaben die erstmalige Ausübung des Wahlrechts zugrunde liegt, nicht die Erteilung. Erste Wahl einer Frau ins nationale Parlament: Drei Frauen, Dezember 1963. |
| 1946                                                       | 1946                                                       | Nordkorea, Demokratische Volksrepublik Korea                            | Schon vor der Unabhängigkeit 1948 wurde das Frauenwahlrecht unter alliierter Verwaltung im Gesetz zur Gleichheit der Geschlechter garantiert, das am 30. Juli 1946 eingeführt wurde. Passives Frauenwahlrecht: 30. Juli 1946 Erste Wahl einer Frau ins nationale Parlament: 69 Frauen, August 1948. |
| 1946                                                       | 1946                                                       | Kroatien                                                                | 1942, noch unter deutscher Besatzung, hatten die Kommunisten das aktive und passive Frauenwahlrecht anerkannt. Die volle rechtliche, wirtschaftliche und gesellschaftliche Gleichberechtigung der Geschlechter wurde erstmals in der Verfassung von 1946 garantiert. Eine abweichende Quelle nennt für die Einführung des aktiven und passiven Wahlrechts den 11. August 1945. Erste Wahl einer Frau ins nationale Parlament nach der Unabhängigkeit 1991: Acht Frauen, 2. August 1992. Davor wurden kroatische Frauen in das Parlament der Sozialistische Föderative Republik Jugoslawien gewählt. Erste Wahl einer Frau ins nationale Parlament: Sechs Frauen, 1936. |
| 1946                                                       | 1946                                                       | Liberia                                                                 | Ursprünglich stand das Stimmrecht nur männlichen Liberianern amerikanischer Abstammung und freigelassenen afrikanischen Sklaven zu, die sich in Liberia niedergelassen hatten. Die Wähler mussten über ein regelmäßiges Einkommen verfügen. 1907 erhielten männliche nicht amerikanischstämmige Liberianer, die Steuern zahlten, ebenfalls das Stimmrecht. Im Referendum vom 7. Mai 1946 erhielten auch Frauen das aktive und passive Wahlrecht, wenn sie über Grundbesitz oder anderes Vermögen verfügten oder eine Hütte besaßen und Steuern dafür bezahlten; nach abweichenden Quellen wurde dies erst 1947 beschlossen. Mit dieser Festlegung war zwar formal das allgemeine Wahlrecht für beide Geschlechter erreicht, aber in der Praxis zielte das Gesetz auf die Diskriminierung von Frauen ab. Die einschränkende Bedingung wurde in den 1970er Jahren abgeschafft, und die Verfassung von 1986 garantierte das uneingeschränkte allgemeine Wahlrecht. Frauen übten ihr Wahlrecht erstmals 1951 aus. Erste Wahl einer Frau ins nationale Parlament: Ellen Mills Scarborough, 1960 |
| 1946                                                       | 1946                                                       | Madagaskar                                                              | Entsprechend der Loi Lamine Guèye von 1946 hatten alle Bürgerinnen und Bürger bei Wahlen zum französischen Parlament und auch bei lokalen Wahlen ein Wahlrecht. Es handelte sich um ein Zweiklassenwahlrecht, das den französischstämmigen Bürgerinnen und Bürgern Vorteile verschaffte. Das passive Wahlrecht wurde in dem Gesetz nicht ausdrücklich erwähnt, war aber auch nicht ausgeschlossen. 1956 wurde die loi-cadre Defferre eingeführt und damit das allgemeine Wahlrecht. Am 29. April 1959 wurde das Wahlrecht bestätigt. Am 26. Juni 1960 wurde das Land unabhängig, 1960 fanden die ersten Wahlen statt. Passives Frauenwahlrecht unter französischer Verwaltung: 1946; allgemeines: 1956; 29. April 1959 bestätigt. Erste Wahl einer Frau ins nationale Parlament: Zwei Frauen, August 1965. Nach einer anderen Quelle ist nicht klar, auf welche Weise diese beiden Frauen ins Parlament kamen, da einige Abgeordnete indirekt gewählt wurden, andere vom Staatschef ernannt. |
| 1946                                                       | 1946                                                       | Mauretanien                                                             | Entsprechend der Loi Lamine Guèye von 1946 hatten alle Bürgerinnen und Bürger bei Wahlen zum französischen Parlament und auch bei lokalen Wahlen ein Wahlrecht. Das passive Wahlrecht wurde in dem Gesetz nicht ausdrücklich erwähnt, war aber auch nicht ausgeschlossen. Bei den Wahlen zum Pariser Parlament gab es in Französisch-Westafrika, wozu Mauretanien gehörte, kein Zweiklassenwahlrecht wie in anderen französischen Kolonien, für alle örtlichen Wahlen jedoch schon. Am 23. Juni 1956, noch unter französischer Verwaltung, wurde die loi-cadre Defferre eingeführt, die das allgemeine Wahlrecht bestätigte. 1960 wurde das Land unabhängig und am 20. Mai 1961 das aktive und passive Frauenwahlrecht in dem nun unabhängigen Staat eingeführt. Passives Frauenwahlrecht: 1946; allgemeines: 1956; nach der Unabhängigkeit Bestätigung: 20. Mai 1961 Erste Wahl einer Frau ins nationale Parlament: Fatma Lalla Zeina Mint Sbaghou, 1996 (nach einer anderen Quelle: 1978) |
| 1946                                                       | 1946                                                       | Montenegro                                                              | Die Verfassung Jugoslawiens, zu dem Montenegro damals gehörte, von 1946 garantierte erstmals die volle rechtliche, wirtschaftliche und gesellschaftliche Gleichberechtigung der Geschlechter 1993 wurde Montenegro unabhängig und das allgemeine aktive und passive Wahlrecht für Frauen wurde bestätigt. Passives Frauenwahlrecht: 1946 Erste Frau im Parlament 2006 |
| 1946                                                       | 1946                                                       | Niger                                                                   | Entsprechend der Loi Lamine Guèye von 1946 hatten alle Bürgerinnen und Bürger bei Wahlen zum französischen Parlament und auch bei lokalen Wahlen ein Wahlrecht. Das passive Wahlrecht wurde in dem Gesetz nicht ausdrücklich erwähnt, war aber auch nicht ausgeschlossen. Bei den Wahlen zum Pariser Parlament gab es in Französisch-Westafrika, wozu der Niger gehörte, kein Zweiklassenwahlrecht wie in anderen französischen Kolonien, für alle örtlichen Wahlen jedoch schon. 1956, mit der Loi-cadre Defferre, wurde das allgemeine Frauenwahlrecht eingeführt und bei der Unabhängigkeit 1960 bestätigt. Erste Wahl einer Frau ins nationale Parlament: Fünf Frauen, 10. Dezember 1989 |
| 1946                                                       | 1946                                                       | Nordmazedonien                                                          | Die volle rechtliche, wirtschaftliche und gesellschaftliche Gleichberechtigung der Geschlechter und damit das aktive und passive Frauenwahlrecht wurden erstmals in der Verfassung von 1946 garantiert. Erste Wahl einer Frau ins nationale Parlament: Fünf Frauen, 1991. Die gesetzgebende Versammlung der Sozialistischen Republik Mazedonien wurde das erste gesetzgebende Gremium der früheren jugoslawischen Republik Mazedonien, nachdem das Land am 8. September 1991 unabhängig geworden war. Davor waren mazedonische Frauen in das Parlament der Sozialistischen Bundesrepublik Jugoslawien gewählt worden. Die ersten Wahlen des nun unabhängigen Landes fanden im Oktober 1994 statt, als vier Frauen in das Parlament mit insgesamt 120 Mitgliedern gewählt wurden. |
| 1946                                                       | 1946                                                       | Panama                                                                  | Die Verfassung von 1904 sah das allgemeine Männerwahlrecht für alle Panamaer über 21 Jahre vor. Ein Wahlgesetz Nummer 98 vom 5. Juli 1941 gab Frauen über 21 das aktive und passive Wahlrecht auf Provinzebene, wenn diese einen Universitätsabschluss, ein Lehramtsexamen, eine abgeschlossene Berufsausbildung oder den Besuch einer Sekundarschule vorweisen konnten. Das allgemeine aktive und passive Wahlrecht erhielten Frauen erst am 1. März 1946. Artikel 97 der Verfassung verlieh allen Bürgerinnen und Bürgern über 21 Jahre das Wahlrecht. Erste Wahl einer Frau ins nationale Parlament: Zwei Frauen, 1946 |
| 1946                                                       | 1946                                                       | Serbien                                                                 | 1942, noch unter deutscher Besatzung, hatten die Kommunisten das aktive und passive Frauenwahlrecht anerkannt. Die volle rechtliche, wirtschaftliche und gesellschaftliche Gleichberechtigung der Geschlechter und damit das aktive und passive Frauenwahlrecht wurden erstmals in der Verfassung von 1946 garantiert. 2006 wurde das Land unabhängig, und 2007 die erste Frau in ein serbisches Parlament gewählt. |
| 1946                                                       | 1946                                                       | Taiwan                                                                  | Zur frühen Entwicklung siehe Volksrepublik China |
| 1946                                                       | 1946                                                       | Trinidad und Tobago                                                     | Noch vor der Unabhängigkeit, unter britischer Verwaltung, erhielten Frauen 1946 das aktive und passive Wahlrecht. Diese Rechte wurden bei der Unabhängigkeit 1962 bestätigt. Passives Frauenwahlrecht: 1946 Erste Wahl einer Frau ins nationale Parlament: Isabel Ursula Tesha, House of Representatives, 4. Dezember 1961 1946, also noch vor der Unabhängigkeit, war eine Frau zur Parlamentsabgeordneten ernannt worden. |
| 1946                                                       | 1946                                                       | Tschad                                                                  | Am 25. April 1946 wurde von der Konstituierenden Nationalversammlung Frankreichs die Loi Lamine Guèye verabschiedet, nach der ab dem 1. Juni 1946 alle Bewohner der überseeischen Gebiete einschließlich Algeriens denselben Bürgerstatus wie Franzosen in Frankreich oder den überseeischen Gebieten hatten, die Frauen und Männer also auch wählen durften. Das passive Wahlrecht war zwar nicht ausdrücklich im Gesetz genannt worden, aber auch nicht ausgeschlossen. Bei den Wahlen zur Französischen Nationalversammlung sowie für alle örtlichen Wahlen in ganz Afrika außer Senegal galt bis 1956 ein Zweiklassenwahlrecht. Unter französischer Verwaltung erhielten Frauen durch die loi-cadre Defferre, die am 23. Juni 1956 eingeführt wurde, das allgemeine Wahlrecht. Dieses wurde bei der Unabhängigkeit 1960 bestätigt. Erste Wahl einer Frau ins nationale Parlament: Vier Frauen, 1962 |
| 1946                                                       | 1946                                                       | Venezuela                                                               | Das Wahlgesetz von 1945 konzedierte erstmals den Frauen das Recht, an Wahlen zu kommunalen Vertretungskörperschaften teilzunehmen. Am 28. März 1946 wurden das allgemeine, gleiche und direkte Wahlrecht etabliert. Passives Frauenwahlrecht: 28. März 1946 Erste Wahl einer Frau ins nationale Parlament: Neun Frauen in die Konstituierende Versammlung, Oktober 1946; zwei Frauen in die Cámara de Diputados, Februar 1948, zwei Frauen in den Senat, Februar 1948 |
| 1946                                                       | 1946                                                       | Zentralafrikanische Republik                                            | Das Gebiet der heutigen Zentralafrikanischen Republik deckt sich weitgehend mit dem ehemaligen Ubangi-Schari, Teil von Französisch-Äquatorialafrika. Am 25. April 1946 wurde von der Konstituierenden Nationalversammlung Frankreichs die Loi Lamine Guèye verabschiedet, nach der ab dem 1. Juni 1946 alle Bewohner der überseeischen Gebiete einschließlich Algeriens denselben Bürgerstatus wie Franzosen in Frankreich oder den überseeischen Gebieten hatten, die Frauen und Männer also auch wählen durften. Bei den Wahlen zur Französischen Nationalversammlung sowie für alle örtlichen Wahlen in ganz Afrika außer Senegal galt bis 1956 ein Zweiklassenwahlrecht. 1956 wurde, noch unter französischer Verwaltung, die loi-cadre Defferre und damit das allgemeine Wahlrecht eingeführt. Bei der Unabhängigkeit 1960 wurde dies bestätigt. 1960 wurde das Land unabhängig. Für die Bestätigung des aktiven und passiven Frauenwahlrecht nach der Unabhängigkeit nennen mehrere Quellen 1986, eine abweichende Quelle 1960. Erste Wahl einer Frau ins nationale Parlament: Zwei Frauen, Juli 1987 |
| 1947                                                       | 1947                                                       | Argentinien                                                             | Im Unterhaus wurde am 17. September 1932 ein Gesetz beschlossen, das Frauen über 18 unabhängig davon, ob sie Analphabetinnen waren oder nicht, das Wahlrecht gab. Das konservative Oberhaus (Senat) wies das Gesetz zurück. Als Juan Perón im Februar 1946 zum Präsidenten gewählt worden war, brachte er ein Gesetz auf den Weg, das Frauen das Wahlrecht verschaffen sollte. Einige Konservative versuchten, das Gesetz zu blockieren und zögerten die die Abstimmung darüber immer wieder hinaus. Als Eva Perón von einer Europareise zurückkehrte und die Situation erfasste, begab sie sich mit vielen Unterstützerinnen zum Kongressgebäude und stellte klar, dass sie bleiben würde, bis das Gesetz verabschiedet sei. Das Gesetz wurde beschlossen, und argentinische Frauen erhielten am 27. September 1947 das Wahlrecht. In einigen Provinzen hatten Frauen das aktive und passive Wahlrecht schon früher erhalten. Passives Frauenwahlrecht: 29. September 1947 Erste Wahl einer Frau ins nationale Parlament: 24 Frauen, November 1951. Sie wurden alle von Eva Perón persönlich ausgewählt für die Kandidatur auf der Liste des Partido Peronista. |
| 1947                                                       | 1947                                                       | Japan                                                                   | Erst nach der Niederlage Japans und der Besatzung durch die Amerikaner 1945 wurden frühere politische Beschränkungen für Frauen aufgehoben und das Frauenwahlrecht wurde eingeführt: Am 12. Dezember 1945 für das Unterhaus, am 24. Februar 1947 für das Oberhaus. Somit war das allgemeine Wahlrecht Teil der demokratischen Verfassung, die auf die Besatzung zurückgeht. 67 Prozent der Frauen gingen am 10. April 1946 zur Wahl und 39 Frauen wurden gewählt. Bis 1952 lagen zwar die rechtlichen Grundlagen für die Gleichstellung von Frauen in politischer, sozialer und wirtschaftlicher Hinsicht vor, aber bei der Infragestellung männlicher Vorrechte in der Regierung wurde seither nur wenig Fortschritt erzielt. Passives Frauenwahlrecht: 12. Dezember 1945 (Unterhaus), 24. Februar 1947 (Oberhaus) Erste Wahl einer Frau ins nationale Parlament: 39 Frauen, April 1946. |
| 1947                                                       | 1947                                                       | Malta                                                                   | Am 20. Juli 1945 wurde in der Nationalversammlung ein Gesetzentwurf eingebracht, der für alle Frauen und Männer über 18 das Wahlrecht vorsah. Bis dahin konnten nur ausgewählte Männer über 21 wählen. Der Gesetzentwurf wurde angenommen. Am 5. September 1947 trat die MacMichael Constitution in Kraft, die für Frauen und Männer über 21 das allgemeine Wahlrecht und das Prinzip „Eine Person – eine Stimme“ enthielt, wodurch Mehrfachstimmen abgeschafft wurden. Sechs Wochen später, am 25., 26. und 27. Oktober 1947, fanden die ersten Wahlen statt. Das allgemeine Wahlrecht für Männer und Frauen wurde also gleichzeitig eingeführt. Passives Frauenwahlrecht: 5. September 1947 Erste Wahl einer Frau: Koloniales gesetzgebendes Gremium: Agatha Barbara, Oktober 1947. Nationales Parlament: Zwei Frauen, 1966. |
| 1947                                                       | 1956                                                       | Mauritius                                                               | In der britischen Inselkolonie Mauritius war die Vertretung auf die Elite beschränkt gewesen, bis die Verfassung von 1947 das Wahlrecht auf alle Frauen und Männer über 21, die lesen und schreiben konnten, ausweitete. Eine neue Verfassung brachte 1959 die Einführung des allgemeinen Wahlrechts für Erwachsene. 1968 wurde das Lands unabhängig und das Frauenwahlrecht wurde übernommen. Passives Frauenwahlrecht: 1956. Erste Wahl einer Frau ins nationale Parlament: Drei Frauen, Dezember 1976. |
| 1947                                                       | 1947                                                       | Singapur                                                                | Unter britischer Verwaltung erhielten Frauen am 18. Juli 1947 das aktive und passive Wahlrecht und übten dieses bei den Wahlen zum Legislative Council von 1948 erstmals aus. Bei der Unabhängigkeit 1965 wurden diese Rechte bestätigt. Passives Frauenwahlrecht: 18. Juli 1947 Erste Wahl einer Frau ins koloniale gesetzgebende Gremium: Vilasini Menon 1951; nationales Parlament: Drei Frauen, gewählt Juli 1963 und ab 21. September 1963 im Amt. |
| 1948                                                       | 1948                                                       | Belgien                                                                 | 1920 erhielten Frauen kommunales Wahlrecht. Die Einführung des aktiven Frauenwahlrechts erfolgte am 27. März 1948. 1949 konnten zum ersten Mal alle erwachsenen Frauen an einer nationalen Wahl teilnehmen. Das passive kommunale Wahlrecht erhielten im April 1920 alle Frauen über 21 mit Ausnahme von Prostituierten und Ehebrecherinnen. Dies kann als Schritt in Richtung auf das Wahlrecht für alle Frauen gesehen werden oder aber auch als eine Maßnahme, die die Frauen für ihr reduziertes Wahlrecht auf nationaler Ebene teilweise entschädigen sollte. Verheiratete Frauen brauchten allerdings für eine Kandidatur die Zustimmung ihres Ehemannes. Somit erhielten in Belgien Frauen ein eingeschränktes passives Wahlrecht vor dem allgemeinen aktiven. Am 27. März 1948 wurde das allgemeine passive Frauenwahlrecht auf nationaler Ebene eingeführt. Erste Wahl einer Frau ins nationale Parlament: Lucie De Jardin 26. Mai 1948 Am 27. Dezember 1921 wurde eine Frau ohne Wahl zur Parlamentarierin ernannt. |
| 1948                                                       | 1949                                                       | Chile                                                                   | Frauen über 21, die lesen und schreiben konnten, erhielten das Wahlrecht für Gemeinde- und Stadtratswahlen zu Beginn der 1930er Jahre. Eine Quelle nennt hierfür den 30. Mai 1931, eine andere 1934. Das uneingeschränkte Wahlrecht wurde in dem Gesetz vom 15. Dezember 1948 festgeschrieben Passives Frauenwahlrecht: 1931 bei Lokalwahlen, 1949 in vollem Umfang Erste Frau im nationalen Parlament: 1951 in einer Nachwahl (die reguläre Wahl war 1949). |
| 1948                                                       | 1948                                                       | Südkorea, Republik Korea                                                | Aktives und passives Frauenwahlrecht: 17. Juli 1948 Erste Wahl einer Frau ins nationale Parlament: Yim Yong-sin Louise, 1949 |
| 1948                                                       | 1948                                                       | Seychellen                                                              | 1945, noch unter britischer Verwaltung, erhielten Frauen das Stimmrecht auf lokaler Ebene und am 6. August 1948 auf nationaler Ebene. Bei der Unabhängigkeit 1976 wurden diese Rechte bestätigt. Passives Frauenwahlrecht: 6. August 1948 Erste Wahl einer Frau ins nationale Parlament: Acht Frauen von insgesamt 25 Parlamentsabgeordneten, Juni 1979. Davor war 1976 eine Frau ohne Wahl ins Parlament berufen worden. |
| 1948                                                       | 1948                                                       | Suriname                                                                | Am 9. Dezember 1948 führte man das allgemeine Wahlrecht ein; auch Frauen waren wahlberechtigt. Bei der Unabhängigkeit im Jahr 1975 wurde dieses Recht bestätigt. Passives Frauenwahlrecht: 9. Dezember 1948 Erste Wahl einer Frau ins nationale Parlament: Zwei Frauen, Oktober 1975 Vor der Unabhängigkeit wurde im März 1963 eine Frau in das Parlament von Suriname gewählt. |
| 1949                                                       | 1949                                                       | Volksrepublik China                                                     | Kurz nach der Xinhai-Revolution von 1911 begannen viele Frauen, nach dem Wahlrecht zu rufen. Im selben Jahr garantierte die Guangdong-Provinzversammlung ihnen dieses Recht. Zehn Frauen wurden 1912 in diese Versammlung gewählt. Dies waren die ersten Frauen, die in Asien in ein öffentliches Amt gewählt wurden. 1930 gab es Vorstöße für die Einführung des Frauenwahlrechts im Parlament. Das Unterhaus war bereit, Frauen zumindest auf der lokalen Ebene und der Ebene der Präfekturen ein Wahlrecht zuzugestehen, aber das Oberhaus wies den Gesetzesvorschlag 1929 und 1931 zurück. Schließlich schlug die Regierung ein Frauenwahlrechtsgesetz vor, das Frauen über 25 ihre politischen Rechte geben wollte (Männer hatten diese bereits mit 20), aber auch dieser Versuch gelang nicht. Eingeführt wurde das aktive und passive Frauenwahlrecht am 1. Oktober 1949. Erste Wahl einer Frau ins nationale Parlament: April 1954. |
| 1949                                                       | 1949                                                       | Costa Rica                                                              | Während des gesamten 19. Jahrhunderts galt ein durch Besitz- und Bildungsqualifikationen beschränktes Wahlrecht. Frauen waren bis 1847 implizit, seither explizit vom Wahlrecht ausgeschlossen. Die Verfassung von 1949 schrieb zunächst das allgemeine Wahlrecht für alle Männer und Frauen ab 20 Jahren fest. Am 20. Juni 1949 wurde ein Gesetz eingeführt, das Staatsbürgerschaft als einen Komplex von Pflichten und politischen Rechten definierte, der für alle Staatsangehörigen über 18 Jahre unabhängig vom Geschlecht galt. Dieses Gesetz wurde mit einem Abstimmungsergebnis von 33 zu 8 angenommen. Die Einführung des Frauenwahlrechts erfolgte am 17. November 1949. Passives Frauenwahlrecht: 17. November 1949 Erste Frauen im nationalen Parlament (ernannt): Drei Frauen, 1953 |
| 1950                                                       | 1950                                                       | Barbados                                                                | Das aktive und passive Frauenwahlrecht wurde am 23. Oktober 1950 eingeführt. Die Grundsätze des allgemeinen, gleichen, geheimen und direkten Wahlrechts waren seit den Wahlen zum House of Assembly von 1951 in Geltung. 1966 wurde Barbados unabhängig. Erste Wahl einer Frau ins Parlament in der Kolonialzeit: Edna Bourne 18. Dezember 1951. 1966 wurde eine Frau ohne Wahl ins nationale Parlament berufen (ernannt). Erste Wahl einer Frau ins nationale Parlament: Gertrude Eastmond, September 1971. |
| 1950                                                       | 1950                                                       | Haiti                                                                   | Bis 1950 galt in Haiti ein Zensuswahlrecht, das bestimmte Einkommens- und Besitzgrenzen für die Erlangung des Wahlrechts erforderlich machte. Darüber hinaus waren Frauen bis 1950 vom aktiven und passiven Wahlrecht ausgeschlossen. Die Verfassung von 1985 dehnte das Wahlrecht auf alle Bürgerinnen und Bürger aus. Passives Frauenwahlrecht: 25. November 1950. Nach den Wahlen vom 6. Dezember 1950 war das passive Frauenwahlrecht garantiert und wurde in Artikel 16 der Verfassung von 1957 bestätigt. Erste Wahl einer Frau ins nationale Parlament: Drei Frauen, 12. Mai 1961. |
| 1950                                                       | 1950                                                       | Indien                                                                  | Laut Berichten aus dem Jahr 1900 wurde die Beteiligung von Frauen an Lokalwahlen in Bombay mit einem Zusatz zum Bombay Municipal Act (1888) ermöglicht: Hausbesitzer durften dann unabhängig vom Geschlecht wählen. Es gibt aber Hinweise darauf, dass einige Frauen bei den Stadtratswahlen von Bombay schon viele Jahre vorher mit abstimmten. 1918 unterstützte der Nationale Indische Kongress die Einführung des aktiven Frauenwahlrechts, und die Verfassungsreformen von 1919 ermöglichten es den gesetzgebenden Versammlungen in den Provinzen, über die Einführung selbst zu entscheiden. Die Provinz Madras, in der die antibrahmanische Partei die Mehrheit hatte, war die erste, die Frauen 1921 das Stimmrecht gab; andere Provinzen folgten. Frauen, die das Wahlrecht auf Provinzebene besaßen, durften auch an den Wahlen zur Zentralen Gesetzgebenden Versammlung teilnehmen. 1926 erhielten Frauen auch das passive Wahlrecht. 1926 wurde Sarojini Naidu die erste Kongresspräsidentin. 1935 dehnte der Government of India Act, der 1937 in Kraft trat, das Wahlrecht für beide Geschlechter weiter aus. Er sah vor, dass Frauen wählen konnten, wenn sie eine von mehreren Bedingungen erfüllten: Grundeigentum, ein bestimmtes Maß an Bildung, das das Lesen und Schreiben einschloss oder der Status einer Ehefrau, falls der Mann wahlberechtigt war. Die Änderung einer weiteren Bestimmung zeigte einen wichtigen Wandel im Verständnis dessen an, was man unter Bürgerrechten verstand: Einige Sitze in den gesetzgebenden Versammlungen der Provinzen waren für Frauen reserviert; Männer konnten diese Mandate nicht übernehmen. Diese Vorschriften garantierten, dass Frauen auch tatsächlich gewählt wurden. Die Regelung hatte auch zur Folge, dass Frauen sich auch über diese Quote hinaus um Mandate bewarben, und sorgte dafür, dass fähige Frauen ihr Können als Abgeordnete und Ministerinnen unter Beweis stellen konnten. 1937 fanden die ersten Wahlen nach diesen neuen Regeln statt. Von den 36 Millionen Stimmberechtigten waren sechs Millionen Frauen. Ende 1939 hatten alle Provinzen Frauen das Wahlrecht verliehen. Zwar war dies ein grundsätzlicher Fortschritt, doch das Wahlrecht war an Grundeigentum gebunden. Da viele Inder kein Land besaßen, erhielten relativ wenige Männer und noch viel weniger Frauen infolge der Reformen von 1919 das Wahlrecht. 1947 erlangte Indien die Unabhängigkeit. Bis dahin hatte es weder für Frauen noch für Männer ein allgemeines Wahlrecht gegeben. 1949 arbeitete die Konstituierende Versammlung eine neue Verfassung aus. Weibliche Abgeordnete, die selbst von der Quotenregelung profitiert hatten, sprachen sich gegen die Fortführung dieser Praxis aus. Die neue Verfassung, die am 26. Januar 1950 in Kraft trat, sah ein allgemeines Wahlrecht für alle Erwachsenen vor. Doch in den Landesteilen, die bei der Teilung zu Pakistan wurden, mussten Frauen jahrelang auf das allgemeine Wahlrecht warten. Passives Frauenwahlrecht: 26. Januar 1950 Erste Wahl einer Frau ins nationale Parlament nach der Unabhängigkeit: April 1952 |
| 1951                                                       | 1951                                                       | Antigua und Barbuda                                                     | Allgemeines Wahlrecht seit den Wahlen zum House of Representatives 1951. Passives Frauenwahlrecht: 1. Dezember 1951 Erste Wahl einer Frau ins nationale Parlament: Bridget Harris (Abgeordnetenhaus), März 1994; davor waren zwei Frauen in den Senat berufen worden, April 1984 |
| 1951                                                       | 1951                                                       | Dominica                                                                | Unter britischer Verwaltung erhielten Frauen im Juli 1951 das aktive und passive Wahlrecht. Dieses wurde bei der Unabhängigkeit 1978 bestätigt. Erste Wahl einer Frau ins nationale Parlament: 1980 |
| 1951                                                       | 1951                                                       | Grenada                                                                 | Vor der Unabhängigkeit wurde Frauen unter der britischen Verwaltung am 1. August 1951 das Wahlrecht gewährt. Dies wurde bei der Unabhängigkeit bestätigt. Passives Frauenwahlrecht: 1. August 1951 Erste Wahl einer Frau ins nationale Parlament: Drei Frauen, Februar 1972. |
| 1951                                                       | 1951                                                       | Nepal                                                                   | Aktives und passives Frauenwahlrecht: 1951 1952 waren bereits Frauen in das Parlament berufen worden. Die erste Wahl einer Frau ins nationale Parlament, Dwarika Devi Thakurani, erfolgte am 21. Oktober 1951. Sie war die einzige Frau unter den 109 Mitgliedern des Unterhauses. Bei denselben Wahlen wurde eine Frau ins Oberhaus berufen, das 36 Mitglieder zählte. |
| 1951                                                       | 1951                                                       | St. Kitts und Nevis                                                     | Das aktive Frauenwahlrecht wurde am 19. September 1951 eingeführt. „Seit den Wahlen zur National Assembly von 1951 galten die Grundsätze des allgemeinen, gleichen, geheimen und direkten Wahlrechts.“ Bei der Unabhängigkeit des Landes 1983 wurde das Frauenwahlrecht bestätigt. Passives Frauenwahlrecht: 19. September 1951 Erste Wahl einer Frau ins nationale Parlament: Constance Mitcham, Juli 1984 |
| 1951                                                       | 1951                                                       | St. Lucia                                                               | „Seit den Wahlen zur National Assembly von 1951 galten die Grundsätze des allgemeinen, gleichen, geheimen und direkten Wahlrechts.“ Das Recht wurde am 13. Oktober 1951 erstmals ausgeübt und bei der Unabhängigkeit des Landes 1979 bestätigt. Erste Wahl einer Frau ins nationale Parlament: Marie Grace Augustin, 1954, erste Frau, die in das koloniale gesetzgebende Gremium gewählt wurde (Legislative Council); erste Frau, die in das nationale Parlament (Senat) berufen wurde: Zwei Frauen, Juli 1979; aber es wurde bis 2000 (Erscheinungsjahr der Quelle) noch keine Frau in das House of Assembly (nationales Parlament) gewählt. |
| 1951                                                       | 1951                                                       | St. Vincent und die Grenadinen                                          | „Die Grundsätze des allgemeinen, gleichen, geheimen und direkten Wahlrechts waren seit den Wahlen zum House of Assembly von 1951 in Geltung.“ Das Recht wurde am 5. Mai 1951 garantiert und bei der Unabhängigkeit 1979 bestätigt. Passives Frauenwahlrecht: 5. Mai 1951 Erste Wahl einer Frau ins nationale Parlament: Ivy Joshua, 1957 |
| 1952                                                       | 1952                                                       | Bolivien                                                                | 1938 erhielten Frauen, die lesen und schreiben konnten, und solche mit einem bestimmten Einkommen das aktive und passive Wahlrecht. Am 21. Juli 1952 wurde es auf alle erwachsenen Frauen ausgedehnt. Erste Wahl einer Frau ins nationale Parlament: Nach Martin 1956, eine Frau durch reguläre Wahl und eine durch Ersatzwahl, nach zwei abweichenden Quellen erst 1966. |
| 1952                                                       | 1952                                                       | Griechenland                                                            | 1930 formulierte ein Staatsrat (council of states), dass auf Frauen auf lokaler und kommunaler Ebene ein aktives und passives Wahlrecht haben sollten. Im April 1949 wurde ein Gesetz verabschiedet, das dieses umsetzte. Die neue Verfassung vom 1. Januar 1952 betonte ausdrücklich das Recht von Frauen, auf nationaler Ebene zu wählen und gewählt zu werden. Das Gesetz Nummer 2159, das diese Rechte garantierte, wurde im Mai 1952 vom Parlament verabschiedet. Bei den Wahlen vom November 1952 durften Frauen jedoch nicht wählen, obwohl sie das Stimmrecht kurz vorher erhalten hatten: Die liberale Regierung argumentierte, dass es schwierig sei, mehr als eine Million Wählerinnen in den Wahlregistern zu verzeichnen, und dass entweder alle Frauen oder keine wählen sollten. So wurde in das Wahlgesetz eine Klausel eingefügt, die das Frauenwahlrecht bis Ende 1952 blockierte. Das allgemeine Wahlrecht für Männer galt schon seit 1864. Passives Frauenwahlrecht: 1. Januar 1952. Das Gesetz Nummer 959 vom April 1949 gestand Frauen das Recht zu, bei lokalen und kommunalen Wahlen gewählt zu werden. Erste Wahl einer Frau ins nationale Parlament: Eleni Scourti, 1953 (zusätzlicher Wahltermin nach dem regulären Wahltermin 1952). |
| 1952                                                       | 1952                                                       | Libanon                                                                 | Vor der Unabhängigkeit wurde unter der Verwaltung als französisches Schutzgebiet (Trust Territory) die Gleichheit aller Bürgerinnen und Bürger vor dem Gesetz in Artikel 7 der Verfassung vom 26. Mai 1926 proklamiert, Frauen wurden nicht gesondert erwähnt. 1926 wurde zwar ein aktives Frauenwahlrecht eingeführt, war aber an Bildungsvoraussetzungen gebunden. 1943 wurde das Land unabhängig. Ab 1952 bestand für alle Männer Wahlpflicht, während Frauen ab 21 Jahren mit elementarer Bildung ein Wahlrecht hatten. Zwischen 1952 und 1953 wurde das Wahlgesetz so umgestaltet, dass Frauen das allgemeine Wahlrecht erhielten. Frauen brauchen nach einer abweichenden Quelle allerdings für die Ausübung des Wahlrechts im Gegensatz zu Männern immer noch einen Bildungsnachweis (Stand 2007), während Männer völlig ohne Einschränkungen wählen können; außerdem besteht für Männer Wahlpflicht und für Frauen nicht. Passives Frauenwahlrecht: 1952 Erste Wahl einer Frau ins nationale Parlament: 1963 wurde in einer Ersatzwahl für einen gestorbenen Abgeordneten einstimmig eine Frau ins Parlament gewählt. In einer regulären Wahl wurden Frauen erstmals 1992 Abgeordnete (drei Frauen). |
| 1953                                                       | 1953                                                       | Mexiko                                                                  | In einigen Bundesstaaten durften Frauen an Lokal- und Bundesstaatenwahlen früher teilnehmen als auf nationaler Ebene. Yucatán und San Luis Potosí waren die ersten Staaten, die 1922 und 1923 das Wahlrecht auf Frauen übertrugen. 1946 erhielten Frauen überall das kommunale Wahlrecht. Als Adolfo Ruiz Cortines 1952 die Wahl zum Präsidenten gewonnen hatte, löste er seine Zusage ein, eine Abstimmung über das aktive und passive Frauenwahlrecht auf nationaler Ebene ins Parlament einzubringen. Am 22. Dezember 1952 wurde der Gesetzesvorschlag des Präsidenten vom Kongress einstimmig beschlossen und wenige Tage später vom Senat mit einer Gegenstimme ebenfalls angenommen. Die Regelungen wurden am 6. Oktober 1953 in Kraft gesetzt und verkündet. 1954 konnten Frauen sich an Kongresswahlen beteiligen, am 6. Juli 1958 erstmals an Präsidentschaftswahlen. Passives Frauenwahlrecht: 17. Oktober 1953 1952 wurde nach der Schaffung des neuen Bundesstaates Baja California eine Frau zur Abgeordneten im Parlament ernannt. Die erste Wahl einer Frau ins nationale Parlament erfolgte im Juli 1955: Vier Frauen von insgesamt 162 Abgeordneten des Unterhauses. Die ersten beiden weiblichen Abgeordneten des Oberhauses, das 60 Mitglieder hatte, wurden im Juli 1964 gewählt. |
| 1953                                                       | 1953                                                       | Syrien                                                                  | 1946 wurde das Land unabhängig. 1949 fand ein Staatsstreich von Oberst Husni az-Za'im statt, bei dem Quwatli gestürzt wurde. Das neue Regime sah ein begrenztes Wahlrecht für Frauen mit einer gewissen Bildung als Teil einer Reihe von politischen und sozialen Reformen vor. Am 10. September 1949 erhielten Frauen, die die sechste Klasse der Schule abgeschlossen hatten, das Wahlrecht. Es wurde später auf alle Frauen, die lesen und schreiben konnten, ausgeweitet, und 1953 wurden alle Bildungseinschränkungen aufgehoben, die das Wahlrecht von Frauen beschnitten hatten. Nach einem weiteren Staatsstreich im selben Jahr wurde das Wahlrecht wieder auf die Basis von 1949 zurück geschraubt. Erst 1973 erhielten Frauen das volle Wahlrecht zurück. Passives Frauenwahlrecht: 1953. Erste Wahl einer Frau ins nationale Parlament: Fünf Frauen, Mai 1973 |
| 1954                                                       | 1954                                                       | Belize                                                                  | Unter der britischen Verwaltung erhielten Frauen am 25. März 1954 das Wahlrecht, das bei der Unabhängigkeit 1981 bestätigt wurde. Passives Frauenwahlrecht: 25. März 1954. Erste Wahl einer Frau ins koloniale Parlament: Gwendolyn Margurite Lizarraga 1965; ins nationale Parlament: 1984 |
| 1954                                                       | 1954                                                       | Ghana (ehemals Goldküste)                                               | Unter britischer Verwaltung erhielten Frauen 1954 das aktive und passive Wahlrecht. Dieses wurde bei der Unabhängigkeit 1957 bestätigt. Passives Frauenwahlrecht: 1954. In der Praxis behinderten die komplizierten Wahlvorschriften auch nach dem Erlangen des Rechts einer beschränkten Selbstverwaltung (außer im Norden) 1951 und nur Mabel Dove Danquah gelang es, 1954 in das koloniale gesetzgebende Gremium gewählt zu werden. Erste Wahl einer Frau ins nationale Parlament: Zwei Frauen, gewählt August 1969. |
| 1954                                                       | 1954                                                       | Kolumbien                                                               | Die durch Volksentscheid (am 10. Dezember 1957) angenommene Verfassungsreform gestand den Frauen das Wahlrecht zu, ein Recht, das bereits im Acto Legislativo Número 3 vom 25. August 1954 von der Verfassunggebenden Versammlung unter der Regierung des General Rojas Pinilla gewährt wurde, aber welches nach seinem Sturz, wie alle Resolutionen des Kongresses, für null und nichtig erklärt wurde; aber das Dekret 247 von 1957 der Militärjunta rief auch die Frauen zum Volksentscheid. Zur Wahl gingen Frauen erstmals 1957. Passives Frauenwahlrecht: 25. August 1954 Erste Wahl einer Frau ins nationale Parlament: Acht Frauen, 16. März 1958, Unterhaus. |
| 1955                                                       | 1955                                                       | Äthiopien                                                               | Die Verfassung vom 4. November 1955 garantierte das allgemeine aktive und passive Wahlrecht für Erwachsene. Erste Wahl einer Frau ins nationale Parlament: Senedu Gebru, Oktober 1957 |
| 1955                                                       | 1955                                                       | Eritrea                                                                 | Eritrea war ursprünglich eine italienische Kolonie und wurde 1952 Teil von Äthiopien. An den äthiopischen Wahlen von 1957 nahmen Eritreerinnen und Eritreer auf der Basis eines ab dem 4. November 1955 in Äthiopien geltenden allgemeinen Wahlrechts teil. 1993 wurde Eritrea unabhängig. Die Verfassung von 1997 sah allgemeines Wahlrecht für die Wahlen zur Nationalversammlung und für die Präsidentschaftswahlen vor. Passives Frauenwahlrecht: 4. November 1955 Erste Wahl einer Frau ins nationale Parlament: 22 Frauen, Februar 1994. |
| 1955                                                       | 1955                                                       | Honduras                                                                | Mit der Verfassung von 1894 wurde das allgemeine, gleiche und geheime (1906: öffentliche) Männerwahlrecht eingeführt; erst 1954 aber erhielten die Frauen das Wahlrecht. Während dieses für Frauen optativ war, bestand für Männer durchweg Wahlpflicht. Das für die Zuerkennung des Wahlrechts notwendige Mindestalter schwankte zwischen 18 und 21 Jahren. Passives Frauenwahlrecht: 25. Januar 1955. Erste Wahl einer Frau ins nationale Parlament: Drei Frauen, 1957. |
| 1955                                                       | 1955                                                       | Kambodscha                                                              | Am 25. September 1955 wurden das aktive und passive Wahlrecht für Frauen eingeführt. Passives Frauenwahlrecht: 25. September 1955 Erste Frau im nationalen Parlament: März 1958 Keine Frau wurde ins Unterhaus gewählt, bevor das 1976 das Einkammersystem eingeführt wurde. |
| 1955                                                       | 1957                                                       | Malaysia                                                                | Unter der Kolonialverwaltung wurde das Frauenwahlrecht 1955 eingeführt. Als das Land 1957 von Großbritannien unabhängig geworden war, wurde das Frauenwahlrecht am 31. August 1957 in die Verfassung aufgenommen. Passives Frauenwahlrecht: 31. August 1957 Erste Wahl einer Frau: Koloniales gesetzgebendes Gremium: Halimaton Abdul Majid, 1955; nationales Parlament: Zwei Frauen, 1960. In den 1950er Jahren waren gar keine Frauen in den gesetzgebenden Gremien; aber selbst 1995 war ihre Zahl nur auf acht Prozent der Abgeordneten gestiegen. |
| 1955                                                       | 1955                                                       | Nicaragua                                                               | Die Verfassungen von 1939, 1948 und 1950 hatten die Einführung des Frauenwahlrechts an eine qualifizierte Mehrheit in der Legislative gebunden. Das Frauenwahlrecht wurde am 21. April 1955 eingeführt. Es durften bei den Wahlen von 1957 unter denselben Altersvoraussetzungen wie Männer erstmals Frauen wählen. Nach der Revolution von 1979 erhielten alle nicaraguanischen Staatsbürger über 16 Jahre das Wahlrecht. Passives Frauenwahlrecht: 21. April 1955 Eine abweichende Quelle nennt für die Einführung des aktiven und passiven Frauenwahlrechts andere Daten. Erste Wahl einer Frau ins nationale Parlament: Acht Frauen, Februar 1972 |
| 1955                                                       | 1955                                                       | Peru                                                                    | Das Wahlgesetz von 1896 gestand allen peruanischen Männern, die mindestens 21 Jahre alt waren, lesen und schreiben konnten und höhere Steuern zahlten, das Wahlrecht zu. 1931 wurde das Zensuswahlrecht abgeschafft und zugleich die Wahlpflicht eingeführt. Alle Männer über 21, sofern sie lesen und schreiben konnten, waren nun wahlberechtigt. Frauen wurden 1955 auf Geheiß von General Manuel Apolinario Odría Amoretti, der seit 1948 als Diktator herrschte, wahlberechtigt. Seine Frau Maria Delgado de Odría und er wollten den Erfolg der Peróns wiederholen, und das Frauenwahlrecht war Teil ihrer Strategie. Somit wurde das Frauenwahlrecht am 7. September 1955 eingeführt. Frauen, die nicht lesen und schreiben konnte, die meisten von ihnen Indianerinnen, waren jedoch bis in die 1980er Jahre vom Wahlrecht ausgeschlossen. Aus diesem Grund war die Wahlbeteiligung der Frauen an den Wahlen von 1956 deutlich niedriger als die der Männer, und der Plan des Generals endete mit einer Wahlniederlage. Passives Frauenwahlrecht: 7. September 1955 Erste Wahl einer Frau ins nationale Parlament: Irene Silva de Santolalla, 7. April 1956 (Senat); Camara de Diputados: Sieben Frauen, 7. April 1956 |
| 1956                                                       | 1956                                                       | Gabun                                                                   | Die loi-cadre Defferre wurde 1956 unter französischer Verwaltung eingeführt und damit das allgemeine Wahlrecht für Erwachsene. Bei der Unabhängigkeit 1960 wurde dieses bestätigt. Passives Frauenwahlrecht: 1956 Erste Frau im nationalen Parlament: Eine Frau, 12. Februar 1961, durch Wahl. |
| 1956                                                       | 1956                                                       | Mali                                                                    | Entsprechend der Loi Lamine Guèye von 1946 hatten alle Bürgerinnen und Bürger bei Wahlen zum französischen Parlament und auch bei lokalen Wahlen ein Wahlrecht. Das passive Wahlrecht wurde in dem Gesetz nicht ausdrücklich erwähnt, war aber auch nicht ausgeschlossen. Bei den Wahlen zum Pariser Parlament gab es in Französisch-Westafrika kein Zweiklassenwahlrecht wie in anderen französischen Kolonien, für alle örtlichen Wahlen jedoch schon. 1956 wurde unter der französischen Kolonialverwaltung die loi-cadre Defferre eingeführt, die das aktive und passive allgemeine Wahlrecht garantierte. 1960, als das Land unabhängig geworden war, wurde dieses bestätigt. Erste Wahl einer Frau: Koloniales gesetzgebendes Gremium: Aouna Keita, 1959. Nationales Parlament: Aouna Keita, 1964. |
| 1956                                                       | 1956                                                       | Pakistan                                                                | 1937 erhielten Frauen zwar auf nationaler Ebene ein Wahlrecht, es war aber an die Fähigkeit, lesen und schreiben zu können, sowie an Einkommen und das Zahlen von Steuern geknüpft. 1946, bei den ersten Wahlen auf der Grundlage des Government of India Act von 1919, durften Frauen unter bestimmten Bedingungen gewählt werden. Die Bedingungen trafen nur auf sehr wenige Frauen zu. Shaista Suhrawardy Ikramullah war 1946 in die Vereinigte Konstituierende Versammlung Indiens gewählt worden, bevor Pakistan sich abspaltete. Wegen der andauernden Auseinandersetzungen ordnete die moslemische Liga jedoch an, dass ihre Mitglieder die Sitze in der Versammlung nicht einnehmen sollten. 1947 wurden Shaista Suhrawardy Ikramullah und Jahanara Shah Nawaz ins nationale Parlament gewählt. Nach der Unabhängigkeit im August 1947 wurde der Government of India Act von 1935 zur Verfassung Pakistans. Bestimmte Frauen konnten sich auf dieser Grundlage an Wahlen auf Provinzebene und auf nationaler Ebene beteiligen. Bei den Beratungen für eine neue Verfassung in den 1950ern wurde vorgeschlagen, allen Männern das Wahlrecht zu geben, aber nur gebildeten Frauen. Tendenzen zur Islamisierung zeigten sich. So wollte etwa der Diktator Mohammed Zia-ul-Haq Frauen zwar nicht das Wahlrecht entziehen, Frauen im Staatsdienst aber zur Ganzkörperverschleierung verpflichten. Am 23. März 1956 wurde die erste Verfassung Pakistans beschlossen, die ein allgemeines aktives und passives Wahlrecht für Erwachsene ab 21 auf allen Ebenen vorsah, wenn diese seit sechs Monaten im Land lebten. Frauen erhielten somit 1956 das volle Wahlrecht. Unter dieser Verfassung wurde jedoch wegen der Schwierigkeiten zwischen der zivilen und der militärischen Macht keine Wahl abgehalten. |
| 1958                                                       | 1958                                                       | Algerien                                                                | 1944 erhielten Christinnen und Jüdinnen mit französischer Staatsbürgerschaft (Européennes), die im zu Frankreich gehörenden Algerien lebten, das Wahlrecht; Muslimas waren ausgeschlossen. Im Juli 1958 setzte Charles de Gaulle die loi-cadre Defferre, die auch Muslimas das Wahlrecht gab, für Algerien in Kraft. Bei der Proklamation der Unabhängigkeit am 5. Juli 1962 wurde dieses Recht bestätigt. Damit waren das aktive und passive Frauenwahlrecht für den neuen Staat Algerien am 5. Juli 1962 festgeschrieben worden. Erste Wahl einer Frau ins nationale Parlament: September 1964. |
| 1958                                                       | 1958                                                       | Irak                                                                    | Frauen erhielten das aktive und passive Wahlrecht über eine Verfassungsänderung vom 26. März 1958, die vom Parlament des Königreichs Irak verabschiedet wurde. Das Regime, das damals an der Macht war, wurde jedoch im Sommer 1958 gestürzt, bevor Wahlen mit weiblicher Beteiligung hatten stattfinden können. Ein Frauenwahlrecht, das zu einer tatsächlichen Stimmabgabe führte, wurde erst im Februar 1980 eingeführt. Erste Wahl einer Frau ins nationale Parlament: 16 Frauen, Juni 1980. |
| 1958                                                       | 1958                                                       | Laos                                                                    | 1953 wurde das Land unabhängig, 1958 wurde das aktive und passive allgemeine Frauenwahlrecht eingeführt. Passives Frauenwahlrecht: 1958 Erste Wahl einer Frau ins nationale Parlament: Khampheng Boupha, 4. Mai 1958 |
| 1958                                                       | 1973                                                       | San Marino                                                              | Das aktive Frauenwahlrecht wurde mit dem Gesetz vom 23. Dezember 1958 eingeführt. Die Frauen mussten jedoch bis zu den Wahlen von 1964 warten, bis sie erstmals wählen durften: Das Gesetz vom 29. April 1959 legte fest, dass das aktive Frauenwahlrecht erst ab dem 1. Januar 1960 Wirksamkeit erlangen sollte. Die Entscheidung vom 29. April 1959 wurde am 7. Juli vom Parlament bestätigt. Passives Frauenwahlrecht: 10. September 1973 Erste Wahl einer Frau ins nationale Parlament: Vier Frauen, 8. September 1974 |
| 1959                                                       | 1961                                                       | El Salvador                                                             | 1939 wurde das aktive Wahlrecht für Frauen über 25 Jahre (falls verheiratet) bzw. über 30 Jahre (falls ledig) eingeführt. Der Wahlgang war für Frauen freiwillig, für Männer dagegen Pflicht. Ab 1959 besaßen alle Salvadorianer über 18 Jahre unabhängig vom Geschlechtsdas aktive Wahlrecht. Passives Frauenwahlrecht: 1961 Erste Wahl einer Frau ins nationale Parlament: Zwei Frauen, gewählt am 29. Dezember 1961. |
| 1959                                                       | 1959                                                       | Marokko                                                                 | 1956 wurde das Land unabhängig. Am 1. September 1959 wurde das Frauenwahlrecht sowohl für die kommunale als auch für die nationale Ebene garantiert. Am 18. Juni 1963 wurde es erstmals ausgeübt. Passives Frauenwahlrecht: 1. September 1959 Erste Wahl einer Frau ins nationale Parlament: Zwei Frauen, Juni 1993 |
| 1959                                                       | 1959                                                       | Sambia, ehemals Protektorat Nordrhodesien                               | Die Kolonialbehörden erlaubten noch vor der Unabhängigkeit ein durch Bildungs- und Eigentumseinschränkungen geschmälertes Wahlrecht für Schwarze. Viele Frauen waren in den nationalistischen Bewegungen aktiv. Die Verfassung von 1959 garantierte europäischen, indischen und afrikanischen Frauen und Männern das Wahlrecht, allerdings unter strengen Einschränkungen in Bezug auf Staatsangehörigkeit, Aufenthaltsstatus, Bildung und Eigentum. Diese Beschränkungen schufen ein großes Ungleichgewicht zugunsten der weißen Bevölkerung. Die ersten Direktwahlen wurden am 30. Oktober 1962 unter einem deutlich ausgeweiteten Wahlrecht abgehalten. Diese führten zur Unabhängigkeit Sambias und waren die ersten Wahlen, bei denen Frauen wählten und gewählt werden konnten. Im Oktober 1964 wurde bei der Unabhängigkeit das allgemeine Wahlrecht für Erwachsene erreicht. Erste Frauen im nationalen Parlament: Drei Frauen, Januar 1964, gewählt und ernannt. |
| 1959                                                       | 1959                                                       | Tunesien                                                                | 1956 wurde das Land unabhängig. Das Frauenwahlrecht wurde am 1. Juni 1959 eingeführt. Auf der Basis einer Verordnung übten Frauen im Mai 1957 erstmals bei Stadtratswahlen das aktive und passive Wahlrecht aus. Seit dem 1. Juni 1959 dürfen Frauen auch auf nationaler Ebene ihre Stimme abgeben und gewählt werden. Passives Frauenwahlrecht: 1. Juni 1959 Erste Wahl einer Frau ins nationale Parlament: Eine Frau, 8. November 1959 |
| 1960                                                       | 1960                                                       | Gambia                                                                  | Das allgemeine Wahlrecht wurde 1960 garantiert, und dies wurde bei der Unabhängigkeit 1965 bestätigt. Passives Frauenwahlrecht: 1960 Erste Wahl einer Frau ins nationale Parlament: Drei Frauen, Mai 1982. |
| 1960                                                       | 1960                                                       | Tonga                                                                   | Vor der Unabhängigkeit, unter britischer Verwaltung, erhielten Frauen 1960 das Wahlrecht. Diese Rechte wurden bei der Erlangung der Unabhängigkeit 1970 bestätigt. Passives Frauenwahlrecht: 1960 Erste Wahl einer Frau ins nationale Parlament: Papiloa Bloomfield Foliaki, 1978; Prinzessin Mele Siulikutapu Kalaniuvalu-Fotofili, 1975 |
| 1960                                                       | 1960                                                       | Zypern                                                                  | Die Einführung des aktiven Frauenwahlrechts erfolgte am 16. August 1960. Passives Frauenwahlrecht: 16. August 1960 Erste Wahl einer Frau ins nationale Parlament: Rina Katselli, Mai 1981 |
| 1961                                                       | 1961                                                       | Bahamas                                                                 | 1959 wurde unter britischer Verwaltung das Wahlrecht für Männer eingeführt. Wer bestimmte Anforderungen in Bezug auf Vermögen erfüllte, erhielt eine zweite Stimme. Frauen erhielten am 18. Februar 1961 das aktive Wahlrecht, und 1964 waren alle Einschränkungen in Bezug auf Eigentum abgeschafft. Bei der Unabhängigkeit 1973 wurde das Wahlrecht bestätigt. Passives Frauenwahlrecht: 18. Februar 1961 Erste Wahl einer Frau ins nationale Parlament: Janet Bostwick, Unterhaus (House of Assembly), Juni 1982. Bereits 1977 war sie durch Ernennung Mitglied des Oberhauses (Senats) geworden. |
| 1961                                                       | 1961                                                       | Burundi                                                                 | Allgemeines Wahlrecht erhielten Frauen erstmals für die Kommunalwahlen von 1960. Bereits vor der Unabhängigkeit garantierte das von der belgischen Verwaltung des UN-Trust-Territoriums am 17. August 1961 ausgestellte Legislative Decree of Rwanda – Urundi (L.D.R.U.) N° 02/269 Frauen das allgemeine Wahlrecht auch auf nationaler Ebene. Bei der Unabhängigkeit 1962 wurde es bestätigt. Passives Frauenwahlrecht: 17. August 1961 Erste Wahl einer Frau ins nationale Parlament: Oktober 1982. |
| 1961                                                       | 1961                                                       | Malawi                                                                  | Vor der Unabhängigkeit gewährten die Kolonialbehörden in der Verfassung von 1961 Schwarzen zwar ein Wahlrecht, es war aber durch Bildungsschranken und Eigentumsanforderungen eingeschränkt. Viele Frauen waren in den nationalistischen Bewegungen aktiv. Bei den Wahlen von 1961 durften Frauen, die die Anforderungen an Bildung und Eigentum erfüllten, wählen, was zur Folge hatte, dass alle europäischen Frauen und etwa 10 000 schwarze Frauen das Wahlrecht ausüben durften. Bei der Erlangung der Unabhängigkeit 1964 wurde das allgemeine Wahlrecht eingeführt. Passives Frauenwahlrecht: 1961 Erste Wahl einer Frau ins nationale Parlament: Rose Chibambo, April 1964. |
| 1961                                                       | 1961                                                       | Paraguay                                                                | Das allgemeine Männerwahlrecht erhielt mit der Verfassung aus dem Jahre 1870 Gültigkeit. Das Gesetz Nummer 704 führte 1961 das allgemeine aktive Frauenwahlrecht auf nationaler Ebene ein. Das Frauenwahlrecht wurde damit am 5. Juli 1961 eingeführt. Passives Frauenwahlrecht: 5. Juli 1961 Erste Wahl einer Frau ins nationale Parlament: Zwei Frauen, 1. April 1963 |
| 1961                                                       | 1978                                                       | Ruanda                                                                  | Für die Kommunalwahlen von 1960 erhielten Frauen das aktive Wahlrecht. Im Legislative Decree of Rwanda - Urundi (L.D.R.U.) N° 02/269, erlassen am 17. August 1961 von der belgischen Verwaltung des UN-Mandatsgebiets, wurde Frauen das allgemeine Wahlrecht auf nationaler Ebene zugestanden und in den Wahlen zur Gesetzgebenden Versammlung vom 25. September 1961 erstmals ausgeübt. Das allgemeine Wahlrecht für alle Erwachsenen wurde bei der Unabhängigkeit 1962 bestätigt. Passives Frauenwahlrecht: 1961 erhielten Frauen das Recht, in alle Ämter mit Ausnahme des Präsidentenamtes gewählt zu werden. Das passive Wahlrecht für dieses Amt wurde ihnen erst 1978 in der neuen Verfassung zugestanden. Erste Wahl einer Frau ins nationale Parlament: Unbekannte Zahl von Frauen, Dezember 1965; nach einer anderen Quelle saß schon 1961 die erste Frau im Parlament. |
| 1961                                                       | 1961                                                       | Sierra Leone                                                            | 1930 erhielt eine kleine Minderheit wohlhabender, gebildeter Frauen, die bestimmte Anforderungen an Eigentum und das Bezahlen von Steuern erfüllten, das Wahlrecht. Mit der Unabhängigkeit wurde das allgemeine Wahlrecht am 27. April 1961 eingeführt. Passives Frauenwahlrecht: 27. April 1961 Erste Wahl einer Frau ins koloniale Parlament: Ella Koblo Gulama, 1957 |
| 1962                                                       | 1962                                                       | Monaco                                                                  | Das Wahlrecht auf lokaler Ebene erhielten Frauen bereits am 24. Mai 1945. Auf nationaler Ebene wurde das Frauenwahlrecht am 17. Dezember 1962 eingeführt. Passives Frauenwahlrecht: 17. Dezember 1962 Erste Wahl einer Frau ins nationale Parlament: Roxanne Noat-Notari, Februar 1963 |
| 1962                                                       | 1962                                                       | Uganda                                                                  | Vor der Unabhängigkeit hatten Wahlen in Uganda keinen hohen Stellenwert, da die Kolonialregierung über das Land bestimmte. Zu dieser Zeit gab es nur Wahlen zum 1920 von der Kolonialregierung geschaffenen LEGCO (Legislative Council), das klein war und nur aus Europäern bestand. Von seinen 62 Mitgliedern waren fünf Frauen, die zu Abgeordneten ernannt worden waren. Uganda hielt seine ersten direkten Wahlen 1958 ab. Damals galten Wahlrechtseinschränkungen aus den Bereichen Eigentum und Bildungsvoraussetzungen. Die Wahlen von 1961 wurden auf der Basis eines weniger eingeschränkten Wahlrechts abgehalten, sodass mehr Frauen teilnehmen konnten. Das uneingeschränkte Wahlrecht erhielten sie jedoch erst bei der Unabhängigkeit 1962. Die Verfassung von 1995 schreibt für jeden Distrikt eine Abgeordnete vor. Außerhalb dieser für Frauen reservierten Quote gelingt es Politikerinnen kaum, ins Parlament einzuziehen (Stand: 2006). Passives Frauenwahlrecht: 1962 Erste Wahl einer Frau ins nationale Parlament: Rhoda Kalema, 1979; bereits im April 1962 war (mindestens) eine Frau ins Parlament berufen worden. |
| 1963                                                       | 1963                                                       | Afghanistan                                                             | Unter Amanullah Khan gab es 1923 den Vorschlag einer neuen Verfassung, die Wahlrechte für Frauen enthielt. Nader Shah und Zaher Shah strichen die frauenfreundlichen Maßnahmen, und Frauen wurde das Wahlrecht verweigert. In der Verfassung von 1963, die 1964 in Kraft trat, erhielten Frauen das aktive und passive Wahlrecht. Doch es war auf Frauen beschränkt, die lesen und schreiben konnten. Diese Beschränkung wurde später gestrichen. Erste Wahl einer Frau in das Nationale Parlament Afganistans: Juli 1965. |
| 1963                                                       | 1963                                                       | Äquatorialguinea                                                        | Politische Entwicklung im Hinblick auf das aktive Frauenwahlrecht: Die spanische Kolonie wurde 1959 zu einem Teil der Republik Spanien gemacht. In Übereinstimmung mit dem spanischen Wahlrecht, das damals Frauen nur ein eingeschränktes Wahlrecht zugestand, wurden Vertreter in das spanische Parlament gewählt. Mit dem Gesetz Basic Law vom 15. Dezember 1963 erhielt das Gebiet unter dem Namen Äquatorialguinea beschränkte innere Autonomie und Selbstverwaltung zugestanden, und das Frauenwahlrecht wurde eingeführt. Unabhängig wurde Äquatorialguinea am 12. Oktober 1968, das Frauenwahlrecht wurde bestätigt. Passives Frauenwahlrecht: 15. Dezember 1963 Erste Wahl einer Frau ins nationale Parlament: Zwei Frauen, gewählt September 1968. |
| 1963                                                       | 1963                                                       | Fidschi                                                                 | Am 17. April 1963, noch unter britischer Verwaltung, erhielten Frauen das aktive und passive Wahlrecht. 1970 wurde Fiji unabhängig, das Frauenwahlrecht wurde bestätigt. Erste Wahl einer Frau ins nationale Parlament: Zwei Frauen, 1970. Vor der Unabhängigkeit wurde 1966 Adi Losalini Dovi in das legislative Gremium der Kolonialregierung gewählt. |
| 1963                                                       | 1963                                                       | Iran                                                                    | Aktives und passives Frauenwahlrecht: September 1963 Erste Wahl einer Frau ins nationale Parlament: Sechs Frauen, September 1963 siehe auch: Frauenrechte in Iran |
| 1963                                                       | 1963                                                       | Somalia                                                                 | 1958 nahmen Frauen in Somalia zum ersten Mal zu den gleichen Bedingungen wie Männer an einer Kommunalwahl teil. 1960 wurde aus dem britischen Somaliland im Norden und dem ehemals italienischen Somalia im Süden der Staat Somalia gebildet. In der nördlichen Region Somalias wurde das Frauenwahlrecht 1963 eingeführt, in den übrigen Landesteilen bereits 1961. Allerdings nahmen Frauen aus ganz Somalia 1961 am Referendum über die Verfassung teil. 1991 spaltete sich die nördliche Hälfte ab und erklärte sich zur unabhängigen Republik Somaliland. Diese ist aber international von keinem Land anerkannt. 1991 begann nach Martin ein „Abstieg ins politische Chaos und all das, was man von einer normalen Regierung erwartet, hörte nach und nach auf zu existieren.“ Erste Wahl einer Frau ins nationale Parlament: 18 Frauen, Dezember 1979 |
| 1964                                                       | 1964                                                       | Libyen                                                                  | Das aktive und passive Frauenwahlrecht wurden 1964 eingeführt. Erste Wahl einer Frau ins nationale Parlament: Eine Frau, 1984. |
| 1964                                                       | 1963                                                       | Papua-Neuguinea                                                         | Vor der Unabhängigkeit, noch unter australischer Verwaltung, erhielten Frauen am 15. Februar 1964 das aktive Wahlrecht. Dieses Recht wurde bei der Unabhängigkeit 1975 bestätigt. Passives Frauenwahlrecht: 27. Februar 1963 Erste Wahl einer Frau ins nationale Parlament:Josephine Abaijah, 1972 Koloniales gesetzgebendes Gremium, House of Assembly; nationales Parlament: Drei Frauen, Juli 1977 |
| 1964                                                       | 1964                                                       | Sudan                                                                   | 1955 wurde das Land unabhängig, im November 1964 das Frauenwahlrecht in dem unabhängigen Staat eingeführt. Passives Frauenwahlrecht: November 1964 Erste Wahl einer Frau ins nationale Parlament: Fatima Ahmed Ibrahim, November 1964 |
| 1964                                                       | 1964                                                       | Südsudan                                                                | Der Südsudan war vor der Unabhängigkeit Teil des Sudan, sodass Frauen nach dem dort geltenden Recht seit 1964 das aktive und passive Wahlrecht besaßen. Am 9. Juli 2011 erklärte sich der Südsudan für unabhängig. In der Übergangsverfassung von 2011 ist in Artikel 14 festgehalten, dass Frauen und Männer vor dem Gesetz gleich sind. Artikel 16 sieht vor, dass in der Legislative mindestens 25 % Frauen sitzen sollen. Da aber Gewohnheitsrecht und Traditionen im Südsudan eine wesentliche Rechtsquelle darstellen und überwiegend patriarchaler Natur sind, werden Frauen immer noch diskriminiert. |
| 1964                                                       | 1964                                                       | Tansania                                                                | Tansania (ehemals Tanganyika, mit Sansibar 1964 zu Tansania vereinigt) gewährte das Wahlrecht schon vor der Unabhängigkeit, und zwar in abgestuften Schritten: Vor der Unabhängigkeit 1961 stand Tanganyika unter britischer Verwaltung, die 1959 das aktive und passive Frauenwahlrecht gewährte. 1958 und 1959 wurden die ersten allgemeinen Wahlen abgehalten; zur Erlangung des Wahlrechts mussten bestimmte Voraussetzungen wirtschaftlicher Art erfüllt werden, aber auch eine gewisse Bildung war nötig. Dies bedeutete, dass alle Europäer, die meisten Asiaten und eine kleine Zahl von Schwarzen wählen durften. Bei den Wahlen von 1960 galt ein deutlich ausgeweitetes Wahlrecht. Dies schloss die Teilnahme von Frauen als Wählende und Gewählte ein. Das allgemeine Wahlrecht für Erwachsene wurde für Tanganyika bei der Unabhängigkeit 1961 erreicht. Auf Sansibar, das seit 1955 innerhalb des Commonwealth Selbstverwaltung genoss, wurde 1959 eine Arbeitsgruppe ins Leben gerufen, die sich mit der Einführung des Frauenwahlrechts beschäftigen sollte. Es wurde 1961 ein beschränktes Frauenwahlrecht eingeführt: Alle unverheirateten und verheirateten Frauen Sansibars über 21 bekamen das Wahlrecht, auch wenn sie eine von mehreren Frauen eines registrierten Wählers waren, nicht jedoch, wenn sie (wirtschaftlich) noch von ihren Familien abhängig oder mit einem nicht wahlberechtigten Mann, einem Ausländer, verheiratet waren. Das allgemeine Frauenwahlrecht wurde für Sansibar erst bei der Vereinigung mit Tanganyika 1964 erreicht. Erste Wahl einer Frau ins nationale Parlament: Zwei Frauen, 1961 |
| 1965                                                       | 1965                                                       | Botswana, ehemals Bechuanaland                                          | Das Land war eine britische Kolonie. Die ersten Wahlen wurden 1961 abgehalten. Damals wählten Botswanas Europäer 10 Mitglieder in die gesetzgebenden Versammlungen. Der schwarzen Bevölkerung unter Einschluss der Frauen wurden zehn indirekt gewählte Mitglieder zugestanden, dazu kamen zwei von jeder ethnischen Gruppe Nominierte und zehn Kolonialbeamte. Das allgemeine Wahlrecht für alle Erwachsenen wurde in einer vor der Unabhängigkeit verfassten Verfassung am 1. März 1965 garantiert, und dies wurde 1966, als Botswana unabhängig wurde, bestätigt. Die Verfassung von 1965 trat erst mit der Unabhängigkeit 1966 in Kraft. Passives Frauenwahlrecht: 1. März 1965 Erste Wahl einer Frau ins nationale Parlament: Oktober 1979 |
| 1965                                                       | 1965                                                       | Lesotho                                                                 | Für die gesetzgebende Versammlung, die 1956 eingeführt wurde, hatten Frauen kein Stimmrecht. Die neue Verfassung von 1960 gewährte nur Steuer zahlenden Personen Stimmrechte für die Wahl der Distrikträte, die dann die Mitglieder der gesetzgebenden Versammlung wählten. Damit waren Frauen faktisch ohne Stimmrechte. Am 30. April 1965 wurde Wahlen abgehalten, bei denen das allgemeine Wahlrecht für Erwachsene galt. Dieses wurde bei der Unabhängigkeit 1966 bestätigt. Passives Frauenwahlrecht: 30. April 1965 Erste Wahl einer Frau ins nationale Parlament nach der Unabhängigkeit: Drei Frauen, März 1993. 1965 gab es bereits eine Abgeordnete im Parlament. |
| 1967                                                       | 1929                                                       | Ecuador                                                                 | Frauen wurden in den Verfassungen von 1830 bis 1906 (Ausnahme: 1884) nicht ausdrücklich vom Wahlrecht ausgeschlossen. In der Verfassung von 1929 wurden die Frauen zu Staatsbürgerinnen erklärt, wodurch sie wahlberechtigt wurden. Ecuador gestand Frauen als erstes lateinamerikanisches Land ein beschränktes Wahlrecht zu, aber erst 1946 durften alle Frauen wählen. Zwischen dem 3. März 1929 und 1967 bestand jedoch Wahlpflicht für Männer, für Frauen war die Teilnahme an der Wahl freiwillig; ab 1967 herrschte für alle Wahlpflicht und die Bedingungen waren erstmals für beide Geschlechter gleich. Für beide Geschlechter war Voraussetzung, dass man für die Ausübung des Wahlrechts lesen und schreiben können musste. 1925 ging zum ersten Mal eine Ecuadorianerin zur Wahl und wurde damit zur ersten Wählerin des Kontinents, Matilde Hidalgo. Passives Frauenwahlrecht: 3. März 1929. Erste Wahl einer Frau ins nationale Parlament: Nela Martínez Espinosa, 1945. Da sie eine Ersatzperson war, nahm sie nur gelegentlich an den Sitzungen teil. |
| 1967                                                       | 1967                                                       | Kiribati                                                                | Vor der Unabhängigkeit, unter britischer Verwaltung, erhielten Frauen in den Wahlgesetzen (Gilbert & Ellice Islands Colony Electoral Provisions Order, 1967) und der Verfassung am 15. November 1967 das allgemeine Wahlrecht. Nach der Unabhängigkeit 1979 wurde dies bestätigt. Passives Frauenwahlrecht: 15. November 1967 (siehe auch oben) Erste Wahl einer Frau ins koloniale Parlament: Tekarei Russell, 1971. Erste Wahl von Frauen ins nationale Parlament: Fenua Tamuera, 25. Juli 1990. (Nachwahl), Koriri Muller, 1992 (Nachwahl). Teima Onorio, 30. September 1998; erste Frau, die in einer regulären Wahl ins Parlament gewählt wurde. |
| 1967                                                       | 1967                                                       | Demokratische Republik Kongo, ehemals Zaire                             | Die Demokratische Republik Kongo wurde ursprünglich als Belgisch Kongo von einer gesetzgebenden Versammlung und regionalen Versammlungen verwaltet, in denen nur von Kolonialbehörden ernannte Europäer saßen. Gegen Ende der 1950er Jahre gab es zwar eine größere Beteiligung von Afrikanern, aber bis zur Unabhängigkeit, als die Kolonie in Zaire umbenannt wurde, kein volles Wahlrecht. Das Erlassgesetz zum Referendum Act N°67-223 vom 3. Mai 1967 erkannte das Recht aller Kongolesen unabhängig vom Geschlecht, sich am Verfassungsreferendum zu beteiligen, an. Passives Frauenwahlrecht: Das Gesetz über die Wahlen zur gesetzgebenden Versammlung und den Präsidentenwahlen vom 17. April 1970 gab Männern und Frauen explizit das passive Wahlrecht, wie dies schon in der Verfassung von 1967 vorgesehen gewesen war. Erste Wahl einer Frau ins nationale Parlament: 12 Frauen, November 1970 |
| 1967                                                       | 1967                                                       | Tuvalu                                                                  | Unter britischer Verwaltung erhielten Frauen am 1. Januar 1967 das Wahlrecht. Bei der Unabhängigkeit 1978 wurde dieses Recht bestätigt. Passives Frauenwahlrecht: 1. Januar 1967 Erste Wahl einer Frau ins nationale Parlament: Naama Maheu Laatasi, September 1989 |
| 1968                                                       | 1968                                                       | Nauru                                                                   | Das aktive und passive Frauenwahlrecht wurden am 3. Januar 1968 eingeführt. Erste Wahl einer Frau ins nationale Parlament: Ruby Dediya, Dezember 1986. |
| 1968                                                       | kein passives Frauenwahlrecht zum Swazi National Council   | Eswatini                                                                | Bei Eswatinis (zu der Zeit noch Swasiland) ersten Wahlen zur gesetzgebenden Versammlung 1964 gab es zwei Wählerlisten, eine für Europäer und eine für den Rest der Bevölkerung. Nur wer direkte Steuern zahlte, konnte wählen; allerdings waren die Ehefrauen von Männern, die Steuern zahlten, auch wahlberechtigt. Wenn es sich um Vielehen handelte, konnte nur eine der Ehefrauen wählen. Bei der Unabhängigkeit des Landes 1967 erhielten alle Frauen das Wahlrecht zum House of Assembly. Die Wahl zum Swazi National Council, der den König in allen Angelegenheiten berät, die mit den Gesetzen und Bräuchen der Swazi zu tun haben, ist auf männliche Swazis beschränkt. Einzige Ausnahme ist die Königinmutter. Passives Frauenwahlrecht: 6. September 1968 Erste Wahl einer Frau ins nationale Parlament: Mary Adziniso, April 1967 |
| 1970                                                       | 1973                                                       | Andorra                                                                 | Aktives Frauenwahlrecht: Am 14. April 1970 wurde das aktive Frauenwahlrecht eingeführt. Passives Frauenwahlrecht: 5. September 1973 Erste Wahl einer Frau ins nationale Parlament: Vor Anerkennung der Souveränität von Andorra: 1985; nach Anerkennung der Souveränität: Dezember 1994 |
| 1970                                                       | 1970                                                       | Jemen                                                                   | Vor der Vereinigung erhielten Frauen im damaligen Teil Demokratische Republik Jemen 1967, im Nordjemen 1970 das aktive und passive Wahlrecht. Bei der Vereinigung 1990 wurden die Rechte bestätigt. In den Wahlen seit 1990 machten Frauen mindestens ein Drittel der Wählerschaft aus, und ihr Anteil stieg bei den Parlamentswahlen von 2003 auf 42 % an. Jedoch nahm die Zahl von Kandidatinnen für die Parlamentssitze im selben Zeitraum ab. Auch sank die Zahl der Parlamentarierinnen von 11 Frauen im Parlament der ehemaligen Volksrepublik Jemen vor 1990 auf eine Frau im Parlament von 2003. Frauen wurden von den Parteien zwar als Wählerinnen umworben, waren aber in der aktiven Rolle als Kandidatinnen weniger willkommen. Passives Frauenwahlrecht: ehem. Teil Demokratische Republik Jemen 1967, Nordjemen 1970 Erste Wahl einer Frau ins nationale Parlament: Zwei Frauen wurden 2001 vom Präsidenten in die beratende Kammer Madschlis asch-Schura mit 111 Mitgliedern berufen. |
| 1971                                                       | 1971                                                       | Schweiz                                                                 | Passives Frauenwahlrecht: 7. Februar 1971 Erste Wahl einer Frau ins nationale Parlament: Zehn Frauen, 31. Oktober 1971 in den Nationalrat gewählt und am 30. November 1971 in ihr Amt eingeführt; Lise Girardin gewählt in den Ständerat am 31. Oktober 1971 und in ihr Amt eingeführt am 30. November 1971 |
| 1972                                                       | 1972                                                       | Bangladesch                                                             | Entwicklung des aktiven und passiven Frauenwahlrechts 1937 trat der Government of India Act in Kraft, der 1935 verabschiedet worden war, und das Stimmrecht für alphabetisierte Frauen enthielt, die ein Einkommen hatten und Steuern zahlten. Als Pakistan 1947 ein unabhängiges Herrschaftsgebiet geworden war, wurde dieses Recht bestätigt und auch auf Bangladesch, damals Ostpakistan, angewendet. 1956, als Bangladesch noch Teil von Pakistan war, erhielten Frauen das allgemeine Wahlrecht. 1971 wurde Bangladesch als Folge der Abtrennung von Ostpakistan von Pakistan unabhängig. Am 4. November 1972 wurde eine neue Verfassung beschlossen und im Dezember 1972 in Kraft gesetzt, die ein allgemeines Wahlrecht für alle Bürgerinnen und Bürger ab 18 Jahre garantierte. Im nationalen Parlament werden 300 Sitze durch Wahl vergeben, 50 weitere (vor dem Fifteenth Amendment Act, der am 30. Juni 2011 vom Parlament verabschiedet wurde, waren es nur 45) sind für Frauen reserviert. Sie werden den Parteien entsprechend dem erlangten Stimmenanteil in den Wahlen zugeteilt, die von ihnen ausgewählten Kandidatinnen werden vom Parlament bestätigt (Stand 2016). Erste Wahl einer Frau ins nationale Parlament: März 1973. |
| 1974                                                       | 1974                                                       | Jordanien                                                               | 1974 erhielten Frauen das Stimmrecht auf nationaler Ebene. Auf lokaler Ebene erhielten Frauen das Wahlrecht 1982. Passives Frauenwahlrecht: 1974 Erste Wahl einer Frau ins nationale Parlament: Toujan Faisal, Unterhaus, 29. November 1993. 1989 saß die erste Frau im jordanischen Parlament, war aber ernannt worden. |
| 1974                                                       | 1974                                                       | Osttimor                                                                | Ab 1869 durfte Portugiesisch-Timor mit Macau zusammen einen Abgeordneten in das portugiesische Parlament schicken. Siehe auch Politische Partizipation der Frauen in Osttimor Im Oktober 1999 waren vier Frauen in den fünfzehnköpfigen National Consultative Council NCC berufen worden, der damals während der Übergangsverwaltung der Vereinten Nationen für Osttimor die Bevölkerung vertrat. Die erste Abgeordnete Osttimors saß 2001 in der Konstituierenden Versammlung des Landes, die nach der Unabhängigkeit 2002 auch dessen erste Legislative wurde. siehe Liste der Abgeordneten im Nationalparlament Osttimors 2001–2007 Mindestens jeder dritte Platz auf den Wahllisten muss von einer Frau belegt sein (2018). Im aktuellen Parlament (Stand April 2020) sind 38,46 % der Abgeordneten Frauen. Es gibt 23 weibliche und 39 männliche Abgeordnete. Die erste Vize-Parlamentspräsidentin ist seit 2018 Maria Angelina Lopes Sarmento. |
| 1974                                                       | 1974                                                       | Portugal                                                                | Gemäß dem Dekret Nummer 19694 vom 5. Mai 1931 erhielten Frauen das aktive und passive Wahlrecht unter der Bedingung, dass sie mindestens die Sekundarschule abgeschlossen hatten; Männer dagegen mussten nur lesen und schreiben können. Nach Adams bewirkte diese Klausel ein sehr eingeschränktes Frauenwahlrecht für Frauen mit hoher Bildung. Mit dem Wahlgesetz D.L. 24631 vom 6. November 1934 erhielten alle, die lesen und schreiben konnten, das nationale Wahlrecht. Bei Wahlen zu bestimmten lokalen Gremien aber blieben einige Beschränkungen für Frauen bis 1968 in Kraft. Nach dem Militärputsch von 1974 wurde am 14. Mai 1974 ein neues Wahlgesetz beschlossen (Gesetz 3/74, Artikel 4, Nummer 1). Nach dem Dekret-Gesetz Nummer 621-A/74, Artikel 1.1 vom 15. November 1974 waren für die Konstituierende Versammlung portugiesische Staatsbürgerinnen und Staatsbürger wahlberechtigt, die am 28. Februar 1975 18 Jahre oder älter waren. Zum ersten Mal in der portugiesischen Geschichte war damit das allgemeine Wahlrecht anerkannt und wurde im folgenden Jahr ausgeübt: Im April 1975 wurden die Mitglieder der Konstituierenden Versammlung gewählt, die die Verfassung von 1976 konzipierte. Diese wurde am 2. Juni 1976 proklamiert und damit für alle Wahlen eine Gleichheit des Wahlrechts für Frauen und Männer verfassungsrechtlich abgesichert. Erste Wahl einer Frau ins nationale Parlament: Drei Frauen, gewählt 24. November 1934, Amtseinführung 11. Januar 1935 |
| 1974                                                       | 1974                                                       | Salomonen                                                               | In der Kolonialzeit unter britischer Verwaltung wurde Frauen das Wahlrecht im April 1974 garantiert. Dieses Recht wurde bei der Unabhängigkeit 1978 bestätigt. Passives Frauenwahlrecht: 1974 Erste Wahl einer Frau ins koloniale Parlament: Lilly Ogatina, 1965; ins nationale Parlament: Hilda Auvi Kari, 1989 |
| 1975                                                       | 1975                                                       | Angola                                                                  | In der Kolonialzeit herrschte ein eingeschränktes Wahlrecht für die Wahl zum portugiesischen Parlament und den verschiedenen kolonialen gesetzgebenden Versammlungen. Einheimische waren vom Wahlrecht meist ausgenommen. 1961 erhielten alle Bürgerinnen und Bürger die portugiesische Staatsbürgerschaft und hatten ein Wahlrecht für Kommunalwahlen. Europäer hatten aber immer noch mehr Bürgerrechte als die schwarze afrikanische Bevölkerung. Mit der Unabhängigkeit wurde am 11. November 1975 das allgemeine Wahlrecht für alle Erwachsenen eingeführt. Passives Frauenwahlrecht: 11. November 1975. Erste Wahl einer Frau ins nationale Parlament: November 1980 |
| 1975                                                       | 1975                                                       | Kap Verde                                                               | Bis 1961, als alle die portugiesische Staatsangehörigkeit bekamen und in Kommunalwahlen wahlberechtigt wurden, waren alle Einheimischen (Männer wie Frauen) vom Wahlrecht ausgeschlossen. Unter portugiesischer Verwaltung wählten Frauen am 15. April 1975 zum ersten Mal. Als das Land 1975 unabhängig geworden war, wurde das allgemeine Wahlrecht zum 5. Juli 1975 eingeführt. Im Juli 1989 wurde das allgemeine Wahlrecht auch auf die lokale Ebene ausgedehnt. Passives Frauenwahlrecht: 5. Juli 1975 auf nationaler, 1989 auf lokaler Ebene. Erste Wahl einer Frau ins nationale Parlament: Carmen Pereira, Juli 1975. |
| 1975                                                       | 1975                                                       | Mosambik                                                                | Vor 1961 war das Wahlrecht zu den Wahlen für das portugiesische Parlament und die verschiedenen kolonialen legislativen Versammlungen beschränkt: Es durften kaum Einheimische wählen. 1961 erhielten alle Bürgerinnen und Bürger der Kolonien die portugiesische Staatsangehörigkeit und konnten in lokalen und Stadtratswahlen abstimmen. Trotzdem hatten Europäer immer noch mehr Bürgerrechte als die afrikanische Bevölkerung. Mit der Unabhängigkeit wurde am 25. Juni 1975 das allgemeine Wahlrecht eingeführt. Passives Frauenwahlrecht: 25. Juni 1975 Erste Wahl einer Frau ins nationale Parlament: 26 Frauen, 4. Dezember 1977. |
| 1975                                                       | 1975                                                       | São Tomé und Príncipe                                                   | Bis 1961, als alle die portugiesische Staatsangehörigkeit erhielten und bei lokalen Wahlen abstimmen konnten, waren alle Einheimischen vom Wahlrecht ausgeschlossen. Das aktive Frauenwahlrecht wurde am 12. Juli 1975 eingeführt. Passives Frauenwahlrecht: 12. Juli 1975 Erste Wahl einer Frau ins nationale Parlament: Sechs Frauen, Dezember 1975 |
| 1975                                                       | 1975                                                       | Vanuatu                                                                 | Vor der Unabhängigkeit, unter der Verwaltung des britisch-französischen Kondominium Neue Hebriden, wurde Frauen das Wahlrecht im November 1975 garantiert. Bei der Erlangung der Unabhängigkeit wurden am 30. Juli 1980 dieses Recht bestätigt. Passives Frauenwahlrecht: November 1975 Erste Wahl einer Frau ins nationale Parlament: Zwei Frauen, November 1987 |
| 1976                                                       | 1976                                                       | Nigeria                                                                 | In den Regionen Nigerias verlief die Einführung des Frauenwahlrechts sehr unterschiedlich. Die ehemalige deutsche Kolonie Kamerun wurde verwaltungstechnisch nach dem Ersten Weltkrieg zwischen Frankreich und Großbritannien aufgeteilt. Frauen in der südlichen Region Nigerias erhielten das Frauenwahlrecht ab 1950 in Stufen. Das Gebiet unter französischer Verwaltung folgte dem Muster anderer westafrikanischer Kolonien: 1956 wurde die loi-cadre Defferre eingeführt, 1958 wurde die Autonomie erreicht. Frauen aus dem Süden wählten 1959 bei den Bundeswahlen und konnten gewählt werden. Die Frauen in der östlichen Region erhielten 1954 das Wahlrecht auf Bundesebene. 1955 wurde das Frauenwahlrecht in der westlichen Region für Frauen, die Steuern zahlten, eingeführt. 1960 wurde mit der Unabhängigkeit das allgemeine Wahlrecht eingeführt. Der Teil unter britischer Verwaltung wurde bis 1954 von Nigeria verwaltet. Damals wurde das House of Assembly Südkameruns eingeführt, das 1959 das allgemeine regionale Wahlrecht zum Gesetz machte. 1961 schloss sich der südliche Teil des britischen Gebietes der neu entstandenen Bundesrepublik Kamerun an und die nördliche Region dem überwiegend muslimischen nördlichen Teil Nigerias. 1960 wurde Nigeria unabhängig und die Verfassung sah das allgemeine Wahlrecht für alle Bundeswahlen vor. Dies galt jedoch nicht für den Norden, wo Frauen wegen muslimischer Empfindlichkeiten das Wahlrecht auf regionaler und auf Bundesebene erst 1976 erhielten, als es durch ein Militärdekret angeordnet wurde. Unter der neuen Verfassung von 1979 wurde dann allen erwachsenen Nigerianerinnen und Nigerianern das Wahlrecht zugesprochen. Erste Wahl einer Frau ins nationale Parlament: 1. Esther Soyannwo, 1964 (House of Representatives). Ihre Wahl rief solche Kontroversen und Gewalt hervor, dass ihre Partei sie zwang, ihren Sitz aufzugeben, bevor sie vereidigt worden war. 2. Wahl zur Konstituierenden Versammlung: Janet Akinrinade, 1977. 3. Federal House of Representatives: Drei Frauen, 1979. 4. Regionales gesetzgebendes Gremium: Margaret Ekpo, 1961, Eastern House of Assembly 5. First elected to state legislatures: Fünf Frauen, 1979. Sawaba Gambo wurde 1979 in den Stadtrat von Sabon Gari, Zaria, gewählt und war damit die erste muslimische Nigerianerin, die einen Sitz in einem derartigen Gremium innehatte. |
| 1977                                                       | 1977                                                       | Guinea-Bissau                                                           | Bis 1961 waren Einheimische von der Wahl ausgeschlossen. 1961 erhielten alle die portugiesische Staatsangehörigkeit und konnten bei Lokalwahlen abstimmen. Vor der Unabhängigkeit 1974 hatten Frauen das Wahlrecht in den Gebieten, die von der Befreiungsbewegung PAIGC kontrolliert wurden. An den Befreiungskämpfen nahmen Frauen aktiv teil. 1977 wurde das allgemeine aktive Frauenwahlrecht eingeführt. Passives Frauenwahlrecht: 1977 Erste Wahl einer Frau ins nationale Parlament: 22 Frauen, 31. März 1984. Im Jahr 1972 hatte Portugal noch vor der Unabhängigkeit Parlamentsabgeordnete ernannt und so ein Parlament geschaffen. Dieses Gremium wurde das erste gesetzgebende Gremium des Landes nach der Unabhängigkeit. In diesem Gremium befand sich zwar eine Frau, sie war aber nicht gewählt worden, sondern ernannt, nämlich am 14. Oktober 1973. |
| 1979                                                       | 1956                                                       | Ägypten                                                                 | 1956 erhielten Frauen das Wahlrecht. Für Männer bestand Wahlpflicht, für Frauen nicht. Männer, denen das Wahlrecht zustand, waren automatisch registriert, Frauen mussten einen besonderen Antrag stellen, um ihre politischen Rechte ausüben zu können, und selbst 1972 waren erst 12 Prozent der Frauen registriert. Erst 1979 wurde dieser Nachteil für die Frauen abgeschafft. 1956 erhielten Frauen das passive Wahlrecht. 1979 reservierte das Parlament 30 der 392 Sitze für Frauen. Erste Wahl einer Frau ins nationale Parlament: Zwei Frauen von 360 Abgeordneten, 1957 |
| 1979                                                       | 1979                                                       | Marshallinseln                                                          | Unter der Verwaltung der USA wurde das Frauenwahlrecht am 1. Mai 1979 garantiert und bei der Erlangung der Unabhängigkeit 1986 bestätigt. Passives Frauenwahlrecht: 1. Mai 1979 Erste Wahl einer Frau in das koloniale gesetzgebende Gremium: Evelyn Konou, 1979; in das nationale Parlament: Evelyn Konou, 1979 |
| 1979                                                       | 1979                                                       | Föderierte Staaten von Mikronesien (Föderierte Staaten von Mikronesien) | Vor der Unabhängigkeit wurde Frauen am 3. November 1979 das aktive und passive Wahlrecht gegeben. Bei der Erlangung der Unabhängigkeit 1986 wurden diese Rechte bestätigt. Passives Frauenwahlrecht: 3. November 1979 Erste Wahl einer Frau ins nationale Parlament: Bis 2019 keine. |
| 1979                                                       | 1979                                                       | Palau                                                                   | Vor der Unabhängigkeit, noch unter US-amerikanischer Verwaltung, hatten Frauen das Wahlrecht am 2. April 1979 erhalten. Es wurde bei der Unabhängigkeit 1994 bestätigt. Passives Frauenwahlrecht: 2. April 1979. Erste Wahl einer Frau ins nationale Parlament: House of Delegates Akiko Catherine Sugiyama, 1975; Senat: Sandra Sumang Pierantozzi, 1997 |
| 1984                                                       | 1984                                                       | Liechtenstein                                                           | Liechtenstein war das letzte Land Europas, in dem Frauen am 1. Juli 1984 das Wahlrecht erhielten. Passives Frauenwahlrecht: 1. Juli 1984 Erste Wahl einer Frau ins nationale Parlament: Emma Eigenmann, Februar 1986 |
| 1985                                                       | 1965                                                       | Guatemala                                                               | Die Verfassung von 1879 legte das direkte Wahlrecht fest. Es galt für alle männlichen Alphabeten über 21 Jahre bzw. für diejenigen Männer, die über ein Amt, eine Rente oder sonstiges Einkommen verfügten. […] Mit der Verfassung von 1945 und dem Wahlgesetz von 1946 wurde das Frauenwahlrecht eingeführt; allerdings unterschied man verschiedene Ebenen des Wahlrechts: Für männliche Alphabeten über 18 Jahre bestand Wahlpflicht, wohingegen das geheime Wahlrecht für weibliche Alphabeten optativ war; für männliche Analphabeten war die Wahl geheim, aber öffentlich. 1956 wurde die geheime Wahl bei Wahlpflicht für Männer und Frauen eingeführt, die des Lesens und Schreibens mächtig waren; für männliche Analphabeten bestand keine Wahlpflicht; weibliche Analphabeten durften nicht wählen. Ein eingeschränktes passives Frauenwahlrecht, das Frauen ausschloss, die nicht lesen und schreiben konnten, wurde 1946 eingeführt. Auch nach den rechtlichen Veränderungen 1956 durften Analphabetinnen nicht gewählt werden. Die Verfassung von 1965 dehnte das passive Wahlrecht zwar auf alle Bürgerinnen und Bürger aus, aber für Frauen, die nicht lesen und schreiben konnten, war die Stimmabgabe immer noch nicht verpflichtend. Erst die Verfassung von 1985 stellte bei den Bedingungen für das Wahlrecht vollständige Gleichheit zwischen Frauen und Männern her. Erste Wahl einer Frau ins nationale Parlament: Alma Rosa Castañeda de Mora, 1956 |
| 1989                                                       | 1989                                                       | Namibia                                                                 | Die frühere deutsche Kolonie, von Südafrika zwischen 1919 und 1946 verwaltet, wurde trotz des Widerstands der Vereinten Nationen von Südafrika in den eigenen Staat eingemeindet. Namibias weißen Wählerinnen und Wählern wurde von 1947 bis 1977 eine Vertretung im südafrikanischen Parlament garantiert. Unter großem Druck ermöglichte Südafrika 1978 Wahlen zu einer konstituierenden Versammlung, in der Schwarze ebenfalls wählen durften. Die Hauptoppositionsgruppe, die einen sehr starken Frauenflügel hatte, boykottierte die Wahlen. 1983 übernahm Südafrika die Herrschaft. Nach einer Zeit ziemlicher Instabilität und starken diplomatischen Drucks erklärte sich Südafrika bereit, zur Vorbereitung der Unabhängigkeit seine Truppen aus dem Land zurückzuziehen. Bei den Wahlen vom 7. November 1989 durften alle wählen, und 1990 wurde Namibia unabhängig. Das allgemeine Wahlrecht für Erwachsene wurde Teil der Verfassung. Passives Frauenwahlrecht: 7. November 1989. Erste Wahl einer Frau ins nationale Parlament: Fünf Frauen, November 1989 |
| 1990                                                       | 1990                                                       | Samoa, bis 1997 Westsamoa                                               | 1948, noch unter neuseeländischer Verwaltung, erhielten Frauen ein eingeschränktes Wahlrecht auf nationaler Ebene: Nur Clanoberhäupter, genannt Matai, und Nichtsamoanerinnen und -samoaner (europäischer oder chinesischer Abstimmung), die alle Formalitäten zur Erlangung von Staatsbürgerschaft und Aufenthaltsrecht erfüllt hatten, durften wählen. 1961 wurde das Land unabhängig. Zwischen 1962 und 1990 war das Wahlrecht auf die Matai beschränkt. Nur zwei der insgesamt 49 Mitglieder der gesetzgebenden Versammlung (Fono) wurden nach allgemeinem Wahlrecht gewählt. Die große Mehrheit der Matai waren immer Männer. Seit den 1960er Jahren hatte aber der Bildungsaufstieg der Frauen, der zu höheren Bildungsabschlüssen und Qualifikationen geführt hatte, die Zahl der weiblichen Matai vergrößert. Nur eine kleine Zahl von Frauen waren seit 1962 in die gesetzgebende Versammlung gewählt worden. Nach einem Referendum vom Oktober 1990 wurde das allgemeine Wahlrecht eingeführt. Die ersten Wahlen unter dem veränderten Bedingungen wurden im April 1991 abgehalten. Bevor im Oktober 1990 das allgemeine aktive und passive Wahlrecht eingeführt wurde, hatten nur Clanoberhäupter das aktive und passive Wahlrecht. Erste Wahl einer Frau ins nationale Parlament: Fiame Naomi Mata'afa, Matatumua Maimoaga Vermeulen, beide April 1991; davor saß 1964 eine Frau im Parlament, die näheren Umstände ließen sich nicht ermitteln. |
| 1994                                                       | 1994                                                       | Südafrika                                                               | Am 21. Mai 1930 erhielten weiße Frauen das aktive und passive Wahlrecht (Women’s Enfranchisement Act, No. 41 of 1930). Bei den weißen Männern galten immer noch Eigentumsschranken, bei den Frauen nicht. Frauen und Männer der Coloured- und indischstämmigen Bevölkerung kamen am 30. März 1984 zu den Wahlberechtigten hinzu. Auf Frauen und Männer der schwarzen Bevölkerung wurde das Wahlrecht im Januar 1994 ausgedehnt. Erst 1994 wurde also das freie, allgemeine und gleiche Wahlrecht aller Bevölkerungsgruppen erreicht. In der Bill of Rights der Verfassung wurde das Wahlrecht 1996 niedergelegt, aber bereits 1994 übten Frauen und Männer das Recht aus. Erste Wahl einer Frau in das nationale Parlament: Mabel Malherbe, 21. April 1933. Die nächste Frau, Helen Suzman, wurde erst 1953 gewählt. |
| 2001                                                       | 2001                                                       | Bahrain                                                                 | 2001 stimmten bei dem Referendum über die neue Verfassung auch Frauen ab. Diese bestätigte die Rechte der Frauen und trat 2002 in Kraft. Am 23. Oktober 2002 gingen Frauen in Bahrain erstmals zur Parlamentswahl. Passives Frauenwahlrecht: 1999 erhielten Frauen auf lokaler Ebene das passive Wahlrecht. 2002 trat nach einem Referendum eine neue Verfassung in Kraft, gemäß der Frauen gewählt werden können. Obwohl Frauen in der Wählerschaft in der Mehrzahl waren, wurde keine Kandidatin gewählt und eine Umfrage vor der Wahl ergab, dass 60 Prozent der Frauen gegen das Frauenwahlrecht waren. 2006 wurde erstmals eine Frau ins Unterhaus gewählt. |
| 2003                                                       | 2003                                                       | Katar                                                                   | 1998 erhielten Frauen durch das Dekret Nummer 17 das Wahlrecht auf kommunaler Ebene. Frauen übten bei der Wahl vom 8. März 1999 ihr Stimmrecht erstmals aus (Wahlen zum Doha Municipal Council). Das Frauenwahlrecht auf nationaler Ebene zur Beratenden Versammlung (Madschlis asch-Schura) wurde 2003 eingeführt. 30 der 45 Mitglieder sollen gemäß Artikel 77 der Verfassung gewählt werden, die übrigen vom Präsidenten ernannt. Doch die ersten nationalen Wahlen wurden bis mindestens 2019 verschoben. Passives Frauenwahlrecht: 1998 erhielten Frauen das passive kommunale Wahlrecht. Für die Wahl vom 8. März 1999 zum Stadtrat von Doha gab es zwar sechs Kandidatinnen, aber keine erlangte einen Sitz. 2003 wurde Sheika Yousef Hassan al-Jufairi die erste Frau, die in einem Golfstaat gewählt wurde, und zwar zu einem Mitglied des Stadtrats. Eine andere Quelle gibt jedoch an, bis zu den fünften derartigen Wahlen 2015 seien Frauen dort nicht vertreten gewesen, 2015 seien dann zwei Frauen gewählt worden. |
| 2003                                                       | 2003                                                       | Oman                                                                    | Seit 1994 hatten Frauen ein auf bestimmte Sitze in der Beratenden Versammlung beschränktes aktives und passives Wahlrecht. Gleiche Rechte für Frauen und Männer wurden in Artikel 17 der Verfassung von 1996 verankert. 2003 wurde das allgemeine aktive und passive Wahlrecht auf nationaler Ebene rechtzeitig für die Wahlen von 2003 gewährt. Im Oktober 2003 wurden bei den ersten Parlamentswahlen, bei denen alle Omanis über 21 wählen durften, zwei Frauen ins Parlament gewählt. Davor hatte es Ernennungen von Frauen nach einer beschränkten Wahl gegeben: 1. Beratende Versammlung (Madschlis asch-Schura): Zwei Frauen, 1997. Beide wurden 1997 nach einer beschränkten Wahl ernannt: 50.000 Omanis, darunter zum ersten Mal Frauen, wählten eine Gruppe von Nominierten für die Beratende Versammlung. Der Sultan ernannte aus der Gruppe der so Gewählten 82 Delegierte. Bei der nächsten Wahl, die eine erweiterte Wählerschaft zuließ, wurden beide Frauen wiedergewählt. 2. Staatsversammlung (Madschlis ad-Dawla): Vier Frauen 2007 wurde keine Frau gewählt, 2012 nur eine. |
| 2005                                                       | 2005                                                       | Kuwait                                                                  | Kuwait ist eine konstitutionelle Monarchie. Seit 1999 haben männliche Kuwaiter ein Wahlrecht. Im Mai 1999 erließ der Emir Dschabir al-Ahmad al-Dschabir as-Sabah ein Dekret, das Frauen das Wahlrecht garantierte, aber die Nationalversammlung verweigerte die Zustimmung, sodass das Dekret im November fallen gelassen wurde. Eine aktive Frauenbewegung baute auf die Einstellung des Emir und setzte sich für das Frauenwahlrecht ein; dabei handelte es sich nicht um Protestaktionen, sondern um Loyalitätsbekundungen für den Herrscher, der sich für das Frauenwahlrecht ausgesprochen hatte. Die technische Entwicklung schuf neue Möglichkeiten der Mobilisierung: Die Wirtschaftswissenschaftlerin Rola Dashti organisierte 2005 über das Handy Protestaktionen von Mädchen auf den Straßen, zu denen sie über das Handy aufrief. Am 16. Mai 2005 erhielten Frauen durch einen Parlamentsbeschluss mit 35 zu 23 Stimmen das allgemeine aktive und passive nationale Wahlrecht. Als mehrdeutiges Zugeständnis an die Fundamentalisten wurde die Formulierung aufgenommen, dass Frauen während des Wahlkampfes und der Wahl die islamischen Gesetze einhalten mussten. In der Wahl, die auf die Erteilung des Wahlrechts folgte, wurde keine einzige Kandidatin ins Parlament gewählt. Zwei Frauen wurden in die Regierung, die 16 Mitglieder hat, ernannt, und wurden dadurch im Parlament stimmberechtigt. 2005/2006 traten Gesetze in Kraft, die die Redefreiheit und die Freiheit der Medien, die Regierung zu kritisieren, einschränkten. 2009 wurden Dashti und zwei andere Frauen als erste ins Parlament gewählt. Dashti wurde 2012 Ministerin für staatliche Planungs- und Entwicklungsfragen. In der aktuellen Regierung (Januar 2019) sind zwei der fünfzehn Mitglieder Frauen. Unter den fünfzig Parlamentsabgeordneten (nach der Wahl vom 26. November 2016) ist nur eine Frau (Januar 2019). |
| 2006                                                       | 2006                                                       | Vereinigte Arabische Emirate                                            | Die Vereinigten Arabischen Emirate haben für die Wahl der Hälfte der Mitglieder des Föderativen Nationalrats eine von der Verwaltung bestimmte, handverlesene Wählerschaft. 2006, bei den ersten Wahlen überhaupt, befanden sich nach Adams darunter 1163 Wählerinnen und 6595 Wähler. Dies wird, da die Bedingungen für Frauen und Männer gleich sind, hier als allgemeines aktives und passives Wahlrecht für Frauen gewertet. 2006 und 2011 wurde je eine Frau ins Parlament gewählt. |
| 2007                                                       | 1953                                                       | Bhutan                                                                  | 1953 erhielten Frauen ein eingeschränktes Wahlrecht auf nationaler Ebene: Es gab nur eine Stimme pro Haushalt. Erst neue gesetzliche Regelungen (Royal Decree vom 30. Juni 2007, Election Act of the Kingdom of Bhutan 2008, Public Election Fund Act of the Kingdom of Bhutan 2008, eine neue Verfassung, die vom Parlament am 21. Juli 2008 angenommen wurde) garantierten ein allgemeines Wahlrecht. Auf lokaler Ebene ist nur eine Stimme pro Familie erlaubt (Stand 2007), was zur Folge hat, dass Frauen in der Praxis oft von der Wahl ausgeschlossen sind. Passives Frauenwahlrecht: 1953 Erste Wahl einer Frau ins nationale Parlament: 1975 |
| kein Frauenwahlrecht und keine Wahlen auf nationaler Ebene | kein Frauenwahlrecht und keine Wahlen auf nationaler Ebene | Saudi-Arabien                                                           | Zwar garantierte ein Gesetz aus dem Jahr 1977 allen Bürgern das Wahlrecht, ohne besondere Beschränkungen für Frauen aufzuführen. Im Jahr 2000 unterzeichnete Saudi-Arabien einen internationalen Vertrag, in dem es sich verpflichtete sicherzustellen, dass Frauen bei allen Wahlen unter denselben Bedingungen wie Männer wählen dürfen. Das Wahlgesetz vom August 2004 garantierte ein allgemeines Wahlrecht ohne Einschränkungen. Jedoch durften nur Männer an den Teilkommunalwahlen von 2005 teilnehmen. Technische Gründe, wie etwa die Schwierigkeit, ein Wahllokal für Frauen einzurichten, wurden als Erklärung dafür herangezogen, warum Frauen nicht teilnahmen. Auf Basis eines Dekrets aus dem Jahr 2011 – erlassen während der Umwälzungen des Arabischen Frühlings – wurden schließlich auch Frauen in Saudi-Arabien im Dezember 2015 erstmals zu Kommunalwahlen zugelassen. Zwanzig Frauen wurden gewählt. Insgesamt gab es 2100 Mandate. siehe auch Kommunalwahlen in Saudi-Arabien 2015 |
| Wahlrecht weder für Frauen noch für Männer.                | Wahlrecht weder für Frauen noch für Männer.                | Brunei                                                                  | 1984 wurde Brunei unabhängig. Von den 33 derzeitigen Mitgliedern (2017) des Gesetzgebenden Rates wurden 20 vom Sultan ernannt; die anderen 13 sind Mitglieder von Amts wegen, nämlich Sultan, Kronprinz und 11 Minister. Von den 33 Ratsmitgliedern sind drei (9,09 %) Frauen. |
| kein Stimmrecht für Frauen                                 | kein Stimmrecht für Frauen                                 | Vatikanstadt                                                            | Wahlen finden nur für das Amt des Papstes statt, wenn dieser stirbt oder zurücktritt (Sedisvakanz). Das aktive Wahlrecht ist in diesem Fall auf die Kardinäle beschränkt, die am Tag vor Eintritt der Sedisvakanz jünger als 80 Jahre waren. Gewählt werden kann prinzipiell jeder getaufte Mann, der gültig zum Bischof geweiht werden kann (also ledig oder verwitwet ist). In der Praxis wurden seit Jahrhunderten nur Kardinäle zu Päpsten gewählt. |
| aktives                                                    | passives                                                   | Staat                                                                   | Bemerkungen |
| Wahlrecht                                                  |                                                            | Staat                                                                   | Bemerkungen |